# Lebensfries
Der Lebensfries (norwegisch Livsfrisen) ist eine Zusammenstellung zentraler Werke des norwegischen Malers Edvard Munch, die überwiegend in den 1890er Jahren entstanden. Munch bezeichnete den Fries als „Dichtung über Leben, Liebe und Tod“, womit er auch die zentralen Themen seiner Arbeiten benannte. Der Lebensfries umfasst keine eindeutig zu bestimmende Anzahl von Werken. Munch malte viele Bildmotive mehrfach, und die resultierenden Bilder lassen sich in Größe, Form und Motiv zu keinem einheitlichen Zyklus zusammenfassen. Vielmehr handelt es sich bei dem erst 1918 etablierten Begriff um einen Titel für unterschiedliche Zusammenstellungen von Bildern, die Munch seit dem Jahr 1893 vornahm. Im Lauf der Zeit weiteten sich die Motive vom ursprünglichen Thema „Liebe“ auf sämtliche Aspekte des menschlichen Lebens aus.

## Entwicklung

### Studie zu einer Serie „Die Liebe“
In einem Text aus dem Jahr 1918, in dem er erstmals den Begriff Lebensfries für die Zusammenstellung seiner zentralen Werke prägte, gab Munch an, dass erste Aufzeichnungen zur Idee eines solchen Bilderzyklus bereits in die 1880er Jahre zurückreichten. Erstmals ausgestellt habe er seinen Fries 1892 in Kristiania, dem heutigen Oslo. Die Aussagen lassen sich allerdings nicht belegen. Die erste nachgewiesene Zusammenstellung von sechs Gemälden unter dem Titel Studie zu einer Serie „Die Liebe“ fand im Dezember 1893 in Berlin in einem angemieteten Ausstellungsraum Unter den Linden statt. Es handelte sich um Die Stimme, Der Kuss, Vampir, Madonna, Melancholie und Der Schrei. Die Reihenfolge der Bilder erzählt laut Hans Dieter Huber eine Geschichte der Liebe, die von der Anziehung der Geschlechter in einer Sommernacht, einem Kuss und dem Raub der Kräfte des Mannes über das Erstrahlen der Frau in voller Blüte sowie dem Versinken des Mannes in Melancholie bis zur abschließenden Lebensangst reicht.

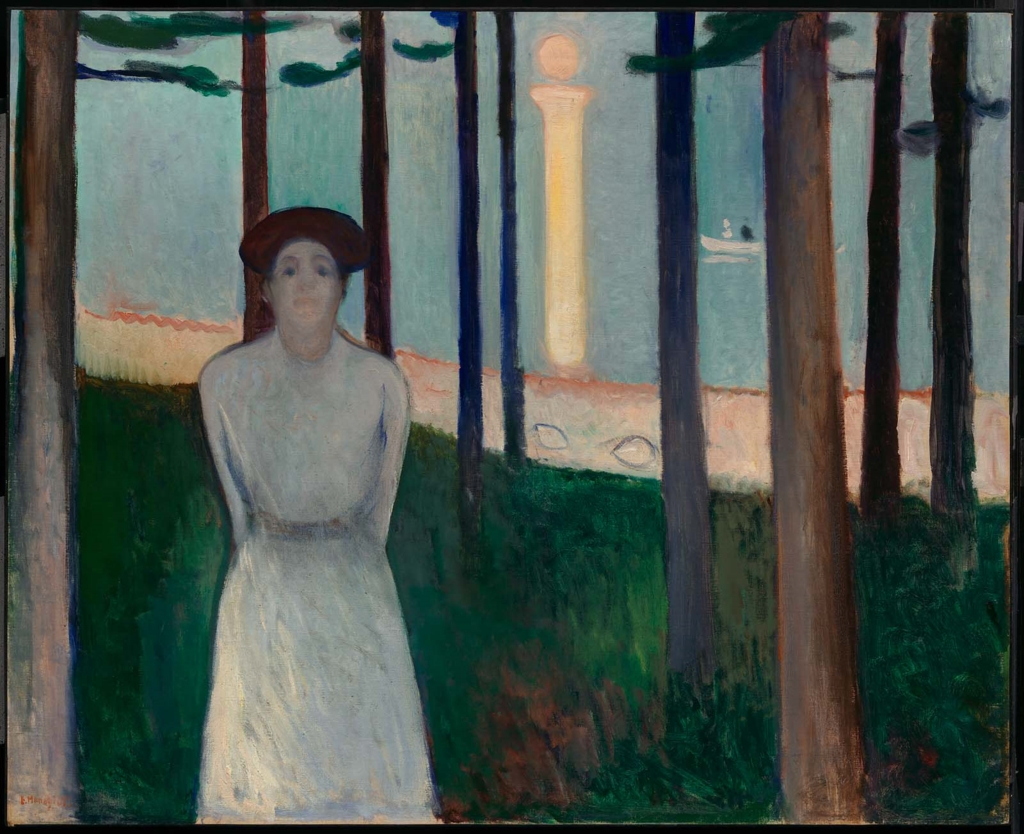
Die Stimme (1893), Museum of Fine Arts, Boston
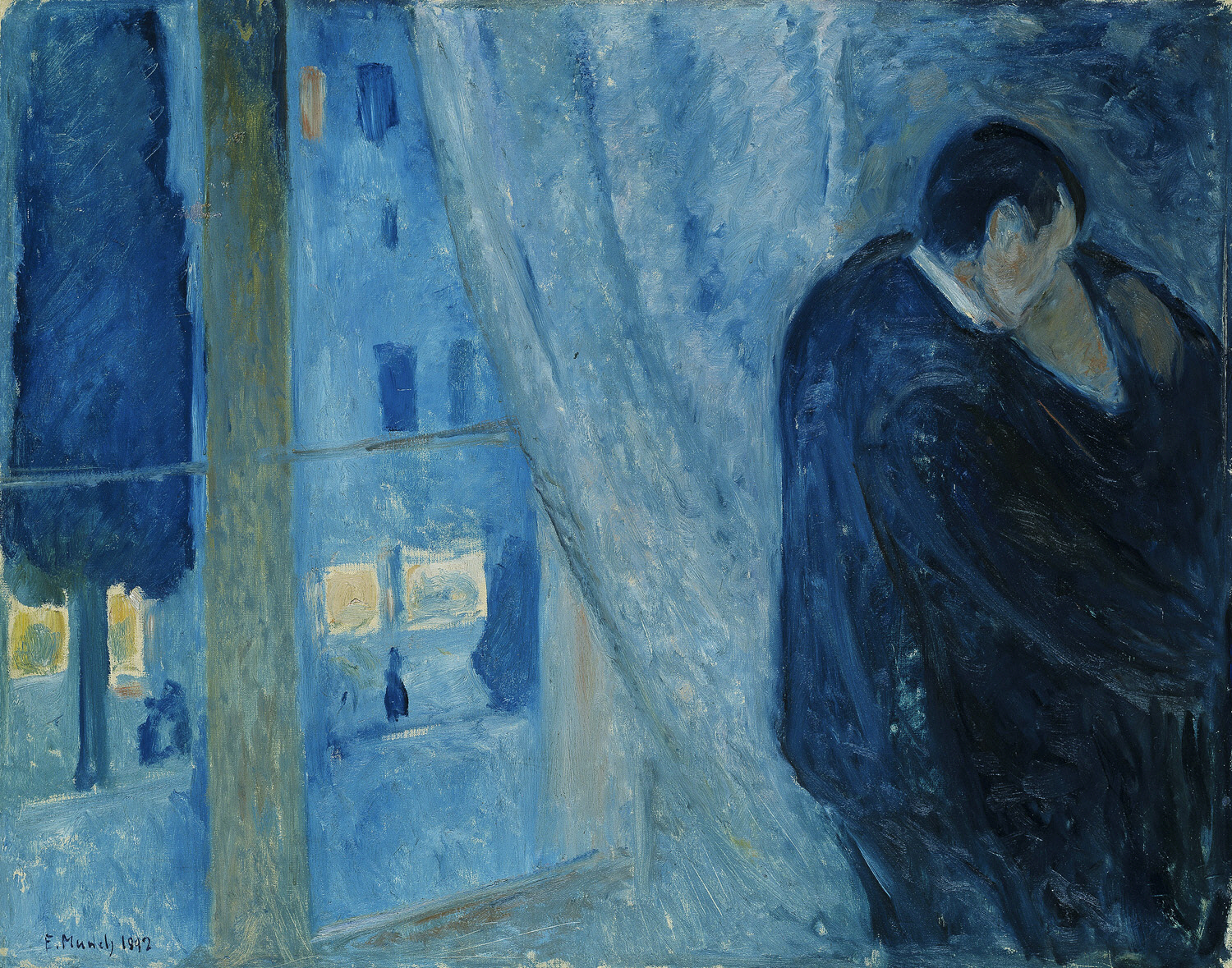
Der Kuss (1892), Norwegische Nationalgalerie, Oslo
Vampir (1893), Kunstmuseum, Göteborg
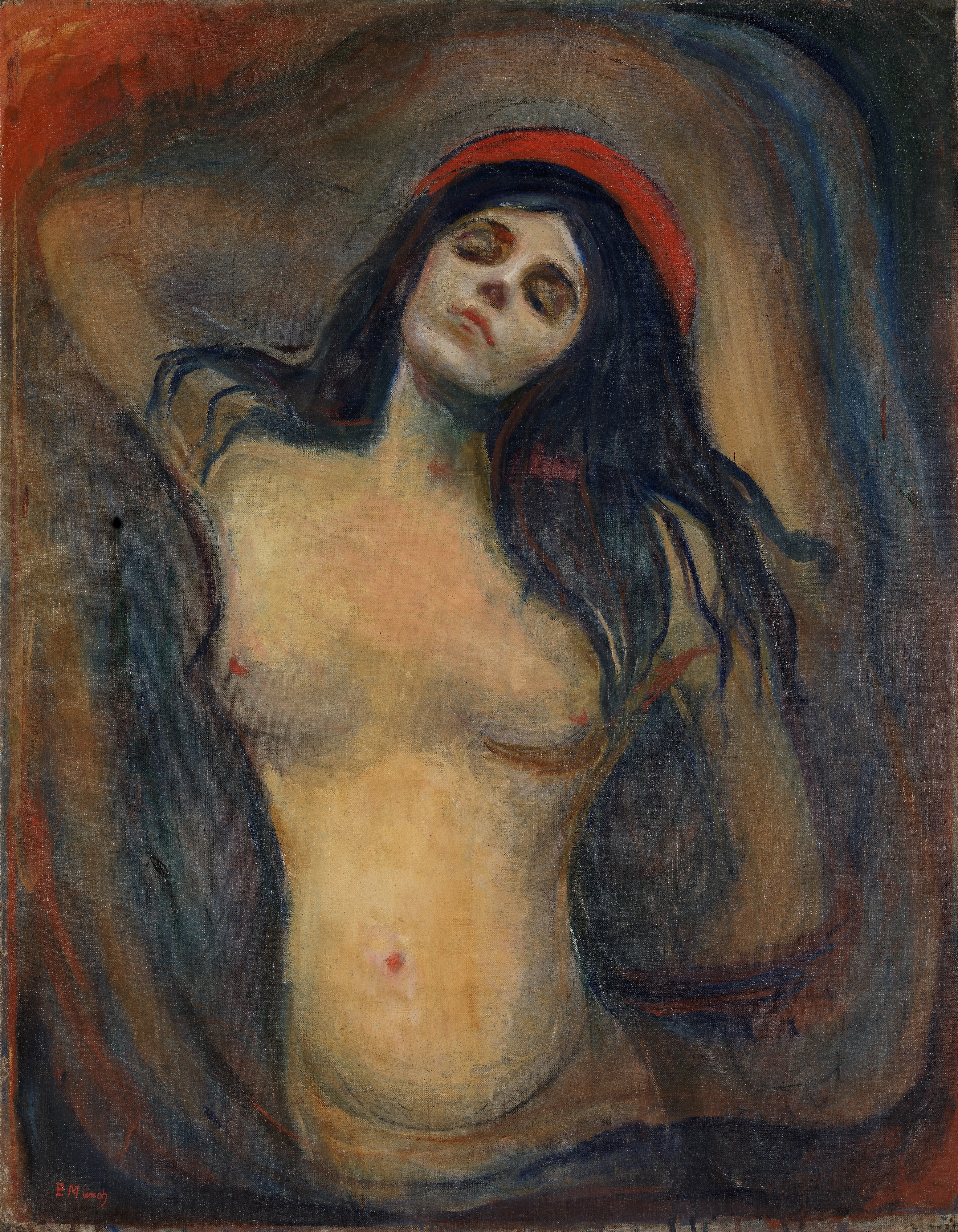
Madonna (1894–95), Norwegische Nationalgalerie, Oslo
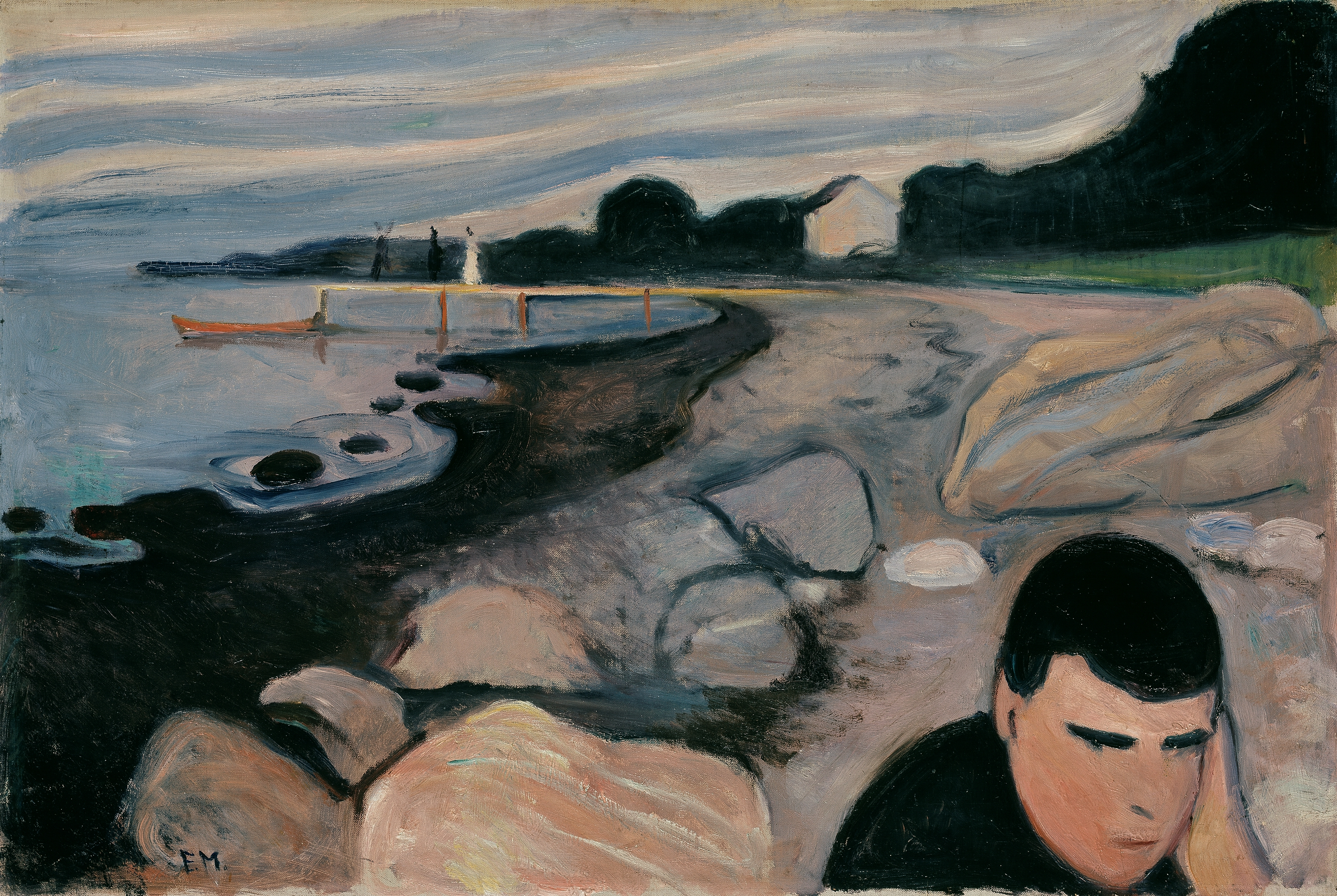
Melancholie (1892), Norwegische Nationalgalerie, Oslo
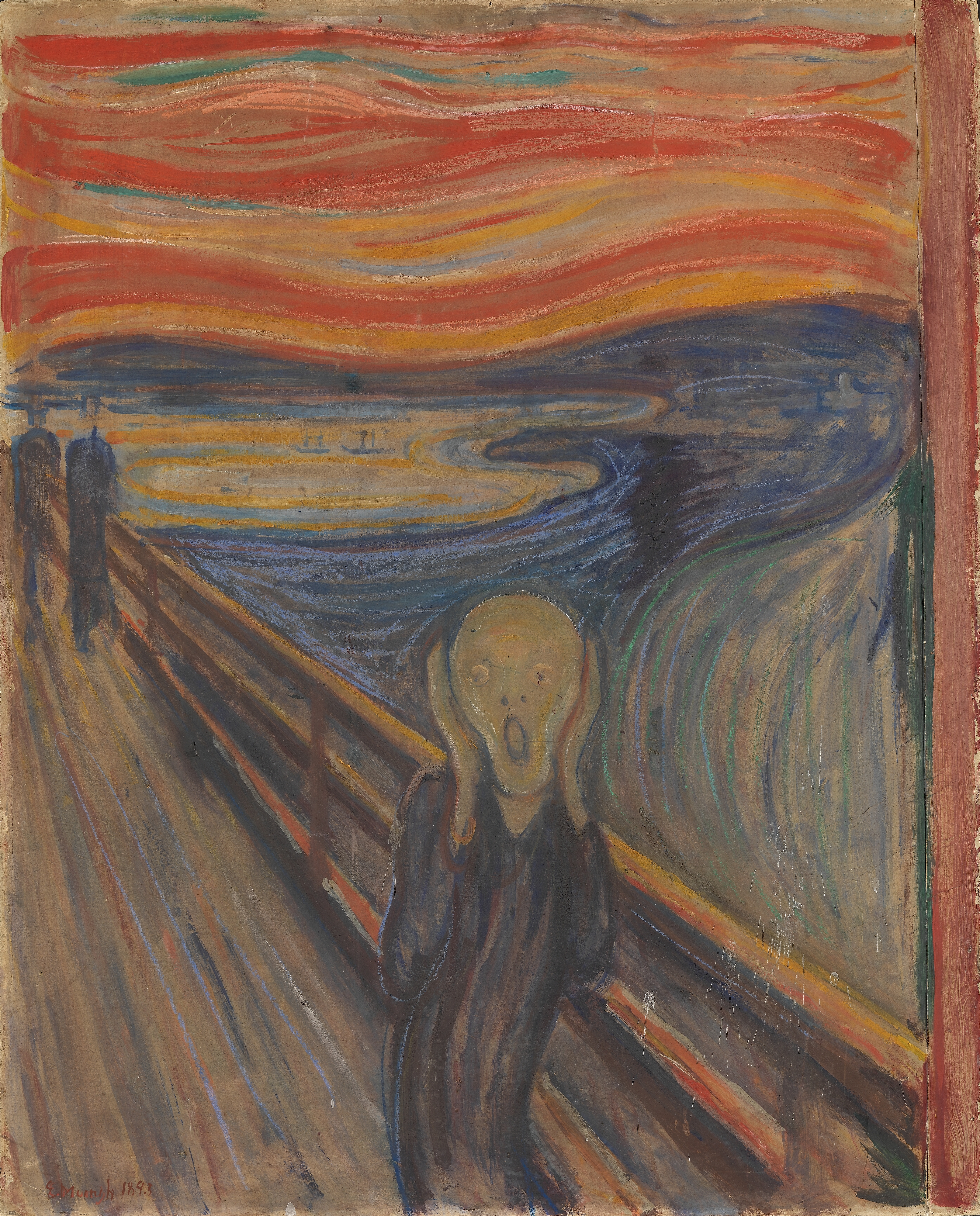
Der Schrei (1893), Norwegische Nationalgalerie, Oslo

### Studien zu einer Stimmungsserie „Liebe“
Im Oktober 1894 fand im Stockholmer Kunstverein die bislang größte Einzelausstellung Edvard Munchs statt. Er präsentierte seine Werke in insgesamt fünf Abschnitten, wobei der letzte unter dem Titel Studien zu einer Stimmungsserie „Liebe“ stand. Darin stellte er 14 Gemälde sowie eine Vignette nach dem Motiv Melancholie aus, die Munch für die Gedichtsammlung Alruner seines Freundes Emanuel Goldstein gestaltet hatte. Die Geschichte der Liebe lässt er nun in der Natur beginnen, sie endet noch immer mit dem Schrei. Manche Bildmotive werden verdoppelt und damit für den Betrachter variiert, was die Linearität der Bilderzählung durchbricht. Neu hinzugekommen zur Serie sind die Bilder Die Frau in drei Stadien, Asche, Metabolismus, Hände, Sternennacht, Das Mädchen und der Tod, Auge in Auge und Angst.

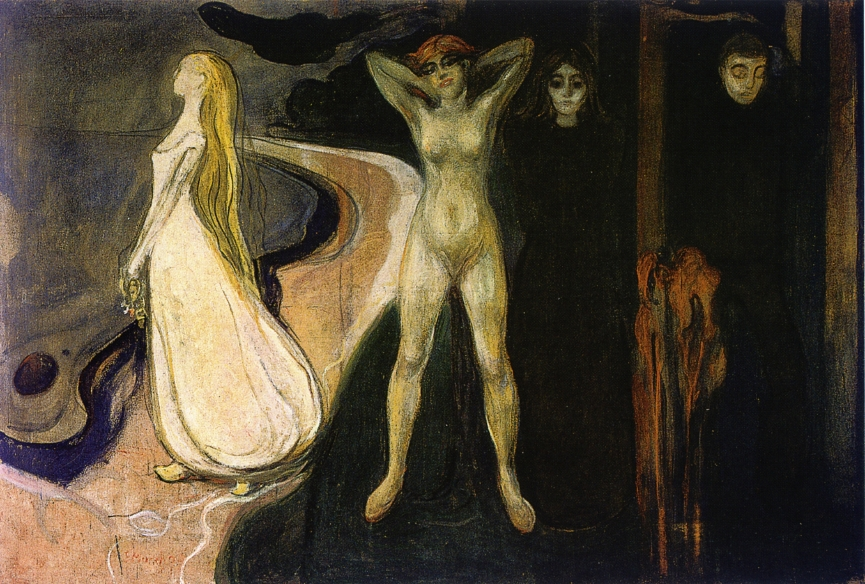
Die Frau in drei Stadien (1894), Kunstmuseum Bergen
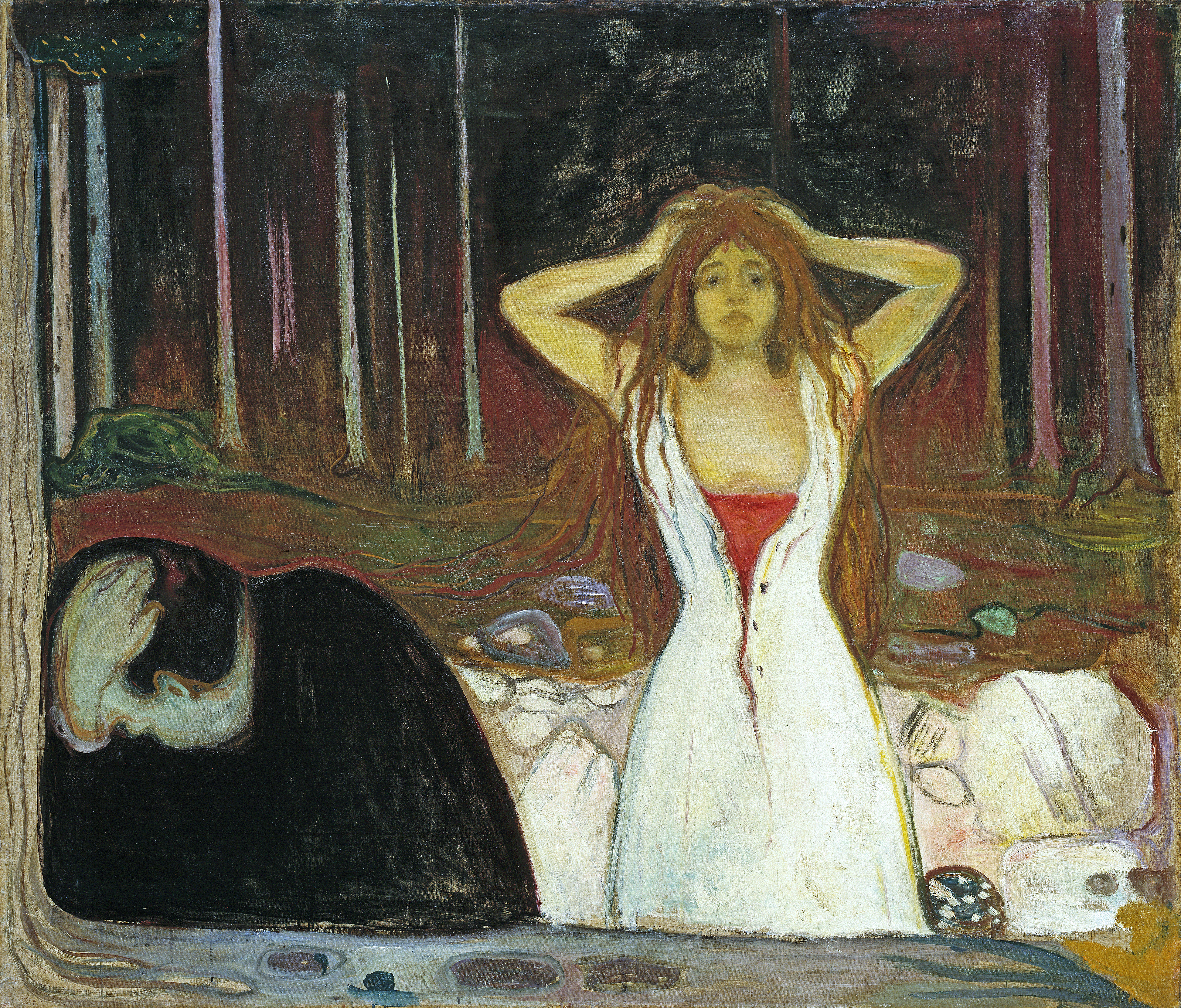
Asche (1895), Norwegische Nationalgalerie, Oslo
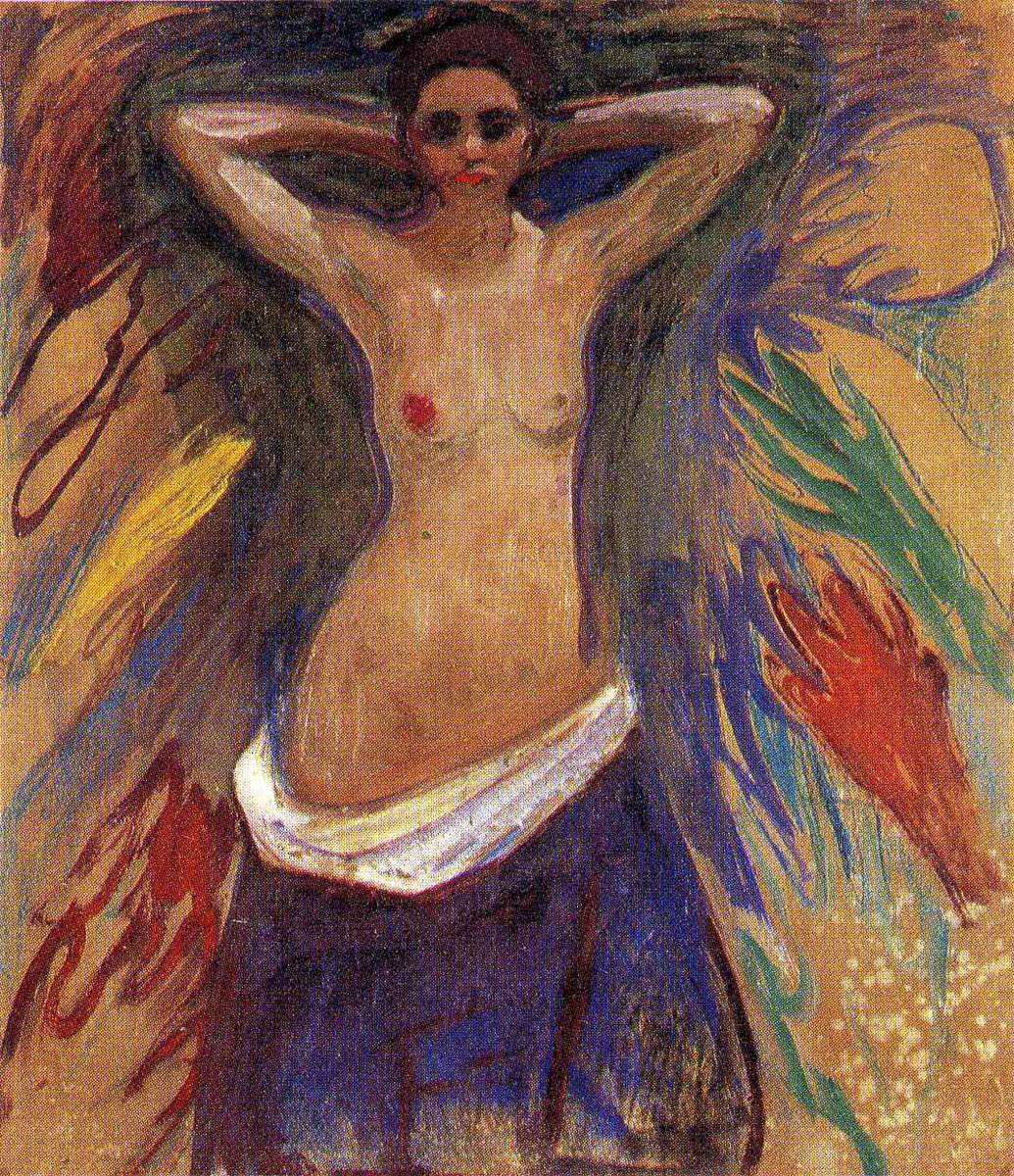
Hände (1893), Munch-Museum Oslo
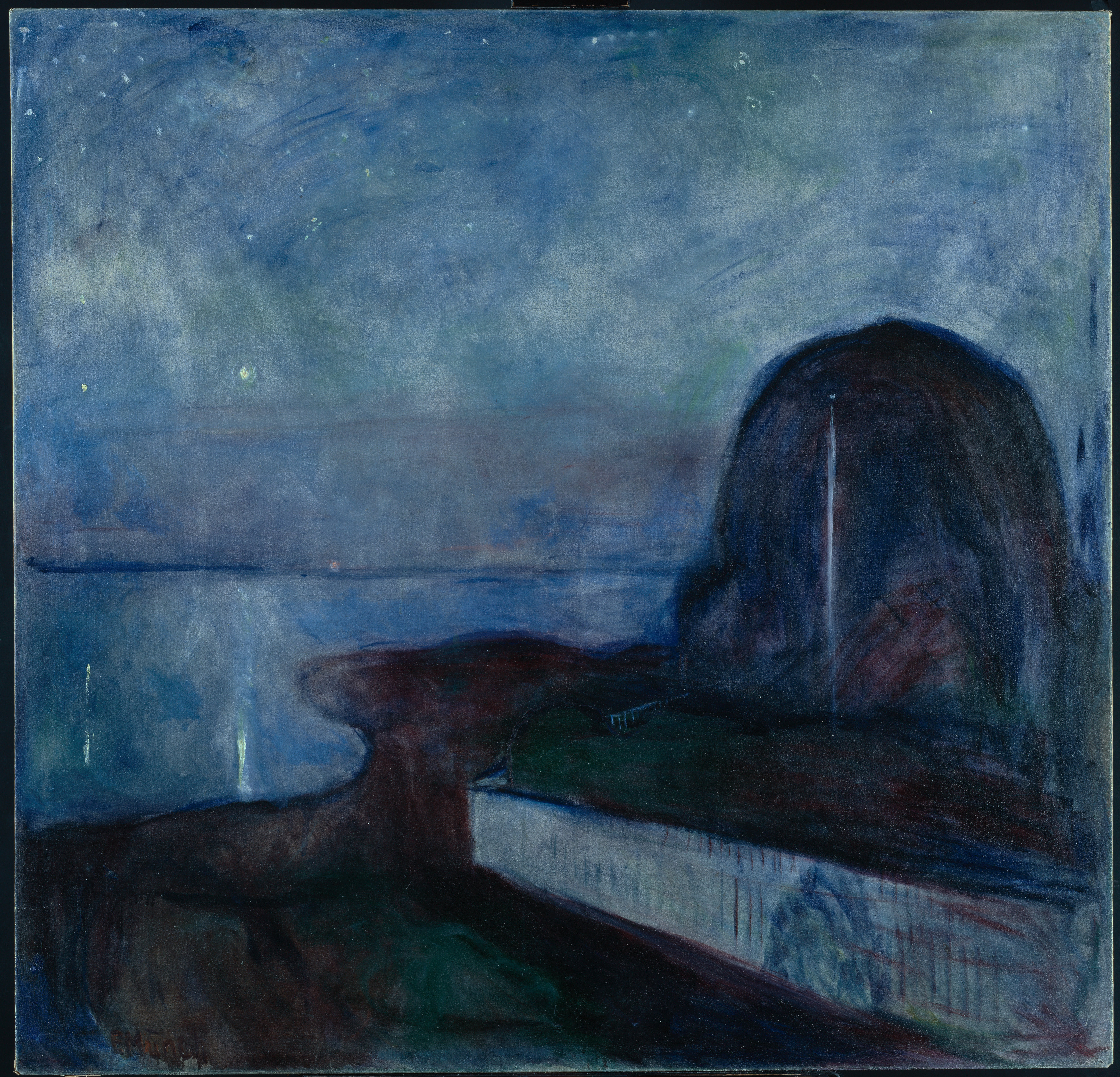
Sternennacht (1893), The J. Paul Getty Museum, Los Angeles
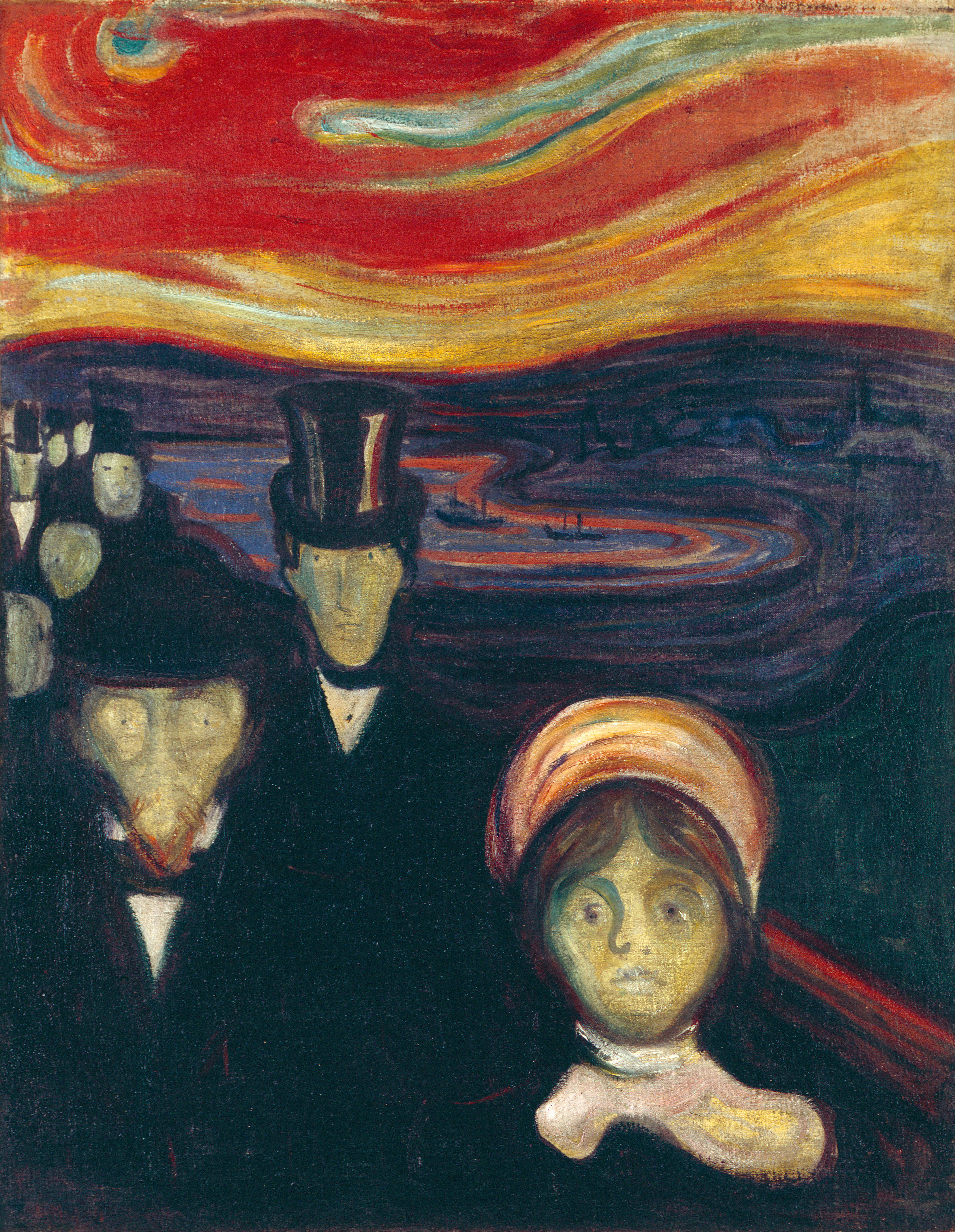
Angst (1894), Munch-Museum Oslo
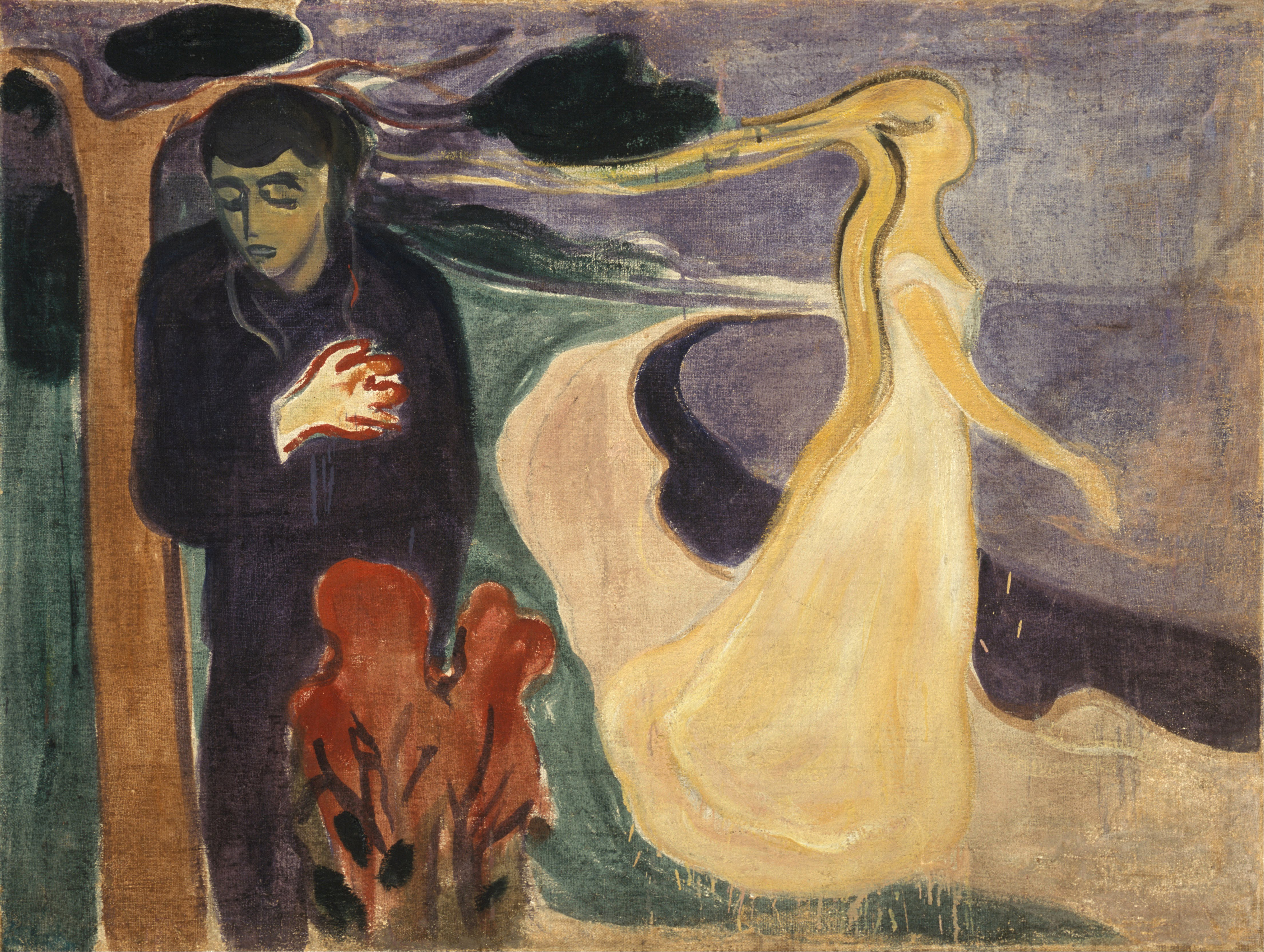
Loslösung (1896), Munch-Museum Oslo

Im März 1895 bei einer abermaligen Ausstellung in Berlin besteht der Zyklus unter dem Titel Serie: die Liebe (1–14) weiterhin aus 14 Bildern. Die Reihenfolge lautet nun: Strandmystik, Die Stimme, Der Kuss, Vampir, zwei Versionen von Madonna und Die Frau in drei Stadien, Loslösung, Die Hände, zwei Versionen von Melancholie gefolgt von Verzweiflung und Der Schrei.

### Darstellung einer Reihe von Lebensbildern
Das Wort „Fries“ statt „Serie“ verwendete Munch erstmals 1902 bei der fünften Ausstellung der Berliner Sezession, wo ihm unter dem Titel Fries (im Skulpturensaal). Darstellung einer Reihe von Lebensbildern ein ganzer Saal für seine Bilder zur Verfügung gestellt wurde. Korrespondierend mit den vier Wänden des Raumes unterteilte Munch insgesamt 22 Werke in vier Abschnitte:
1. Keimen der Liebe: Sternennacht, Rot und Weiß, Auge in Auge, Tanz am Strand, Der Kuss, Madonna
2. Blühen und Vergehen der Liebe: Asche, Vampir, Der Tanz des Lebens, Eifersucht, Die Frau in drei Stadien, Melancholie
3. Lebensangst: Angst, Abend auf der Karl Johans gate, Roter Wilder Wein, Golgatha, Der Schrei
4. Tod: Am Sterbebett, Der Tod im Krankenzimmer, Leichengeruch, Stoffwechsel, Das Kind und der Tod

Noch immer legte die Reihung laut Hans Dieter Huber eine lineare Erzählsequenz nahe, die vom ersten Kennenlernen von Mann und Frau, dem Aufkeimen und Vergehen ihrer Liebe zu Angst, Verzweiflung, Krankheit und Tod führt. Erst mit dem biblischen Motiv Mann und Frau / Stoffwechsel fing Munch an, das Leben als einen zyklischen Kreislauf zu beschreiben. Die Ausstellung 1902 blieb die letzte große gemeinsame Präsentation des Frieses zu Munchs Lebzeiten, bevor die Sammlung durch Verkäufe verstreut und aufgelöst wurde.

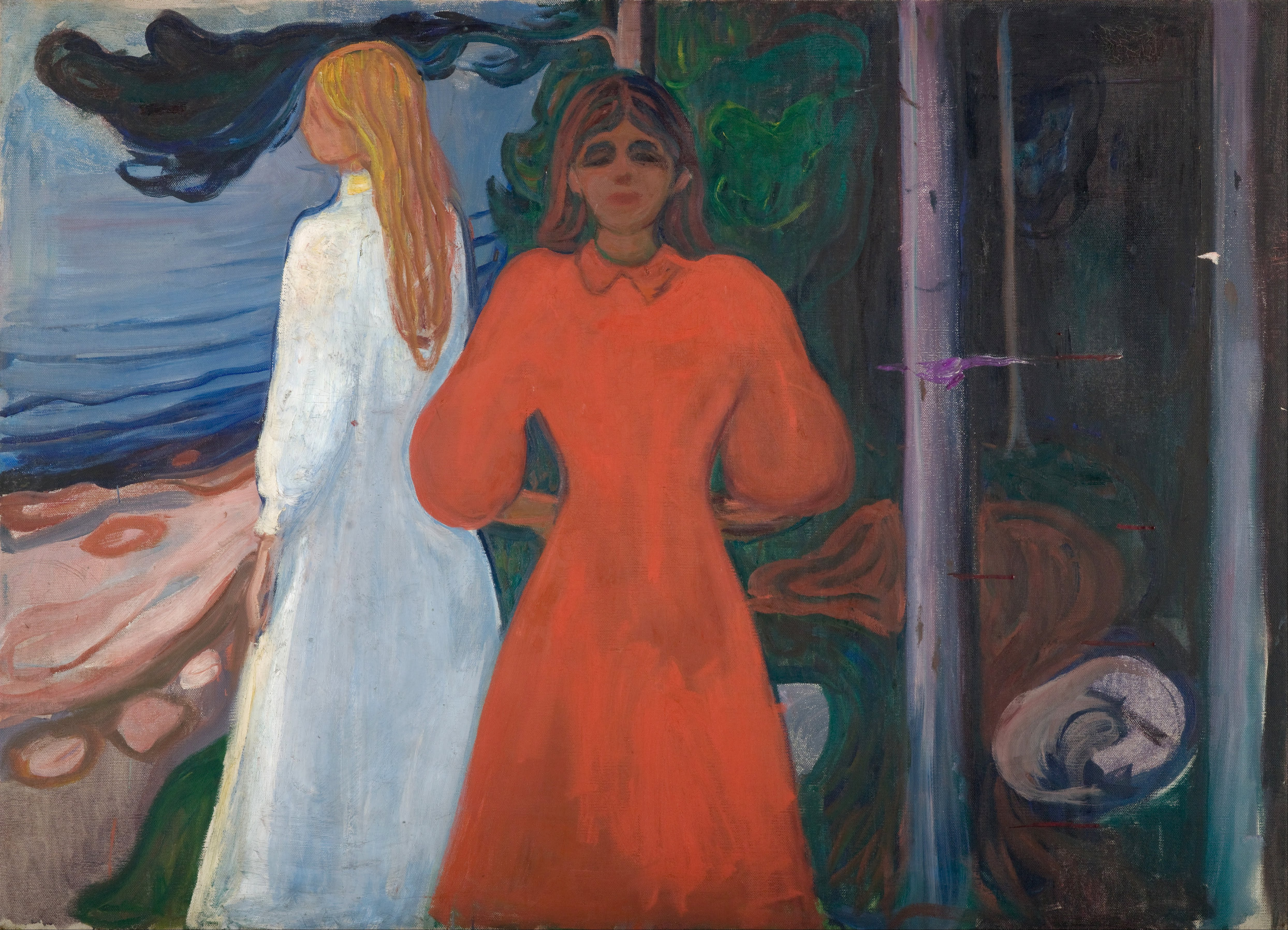
Rot und Weiß (1899–1900), Munch-Museum Oslo
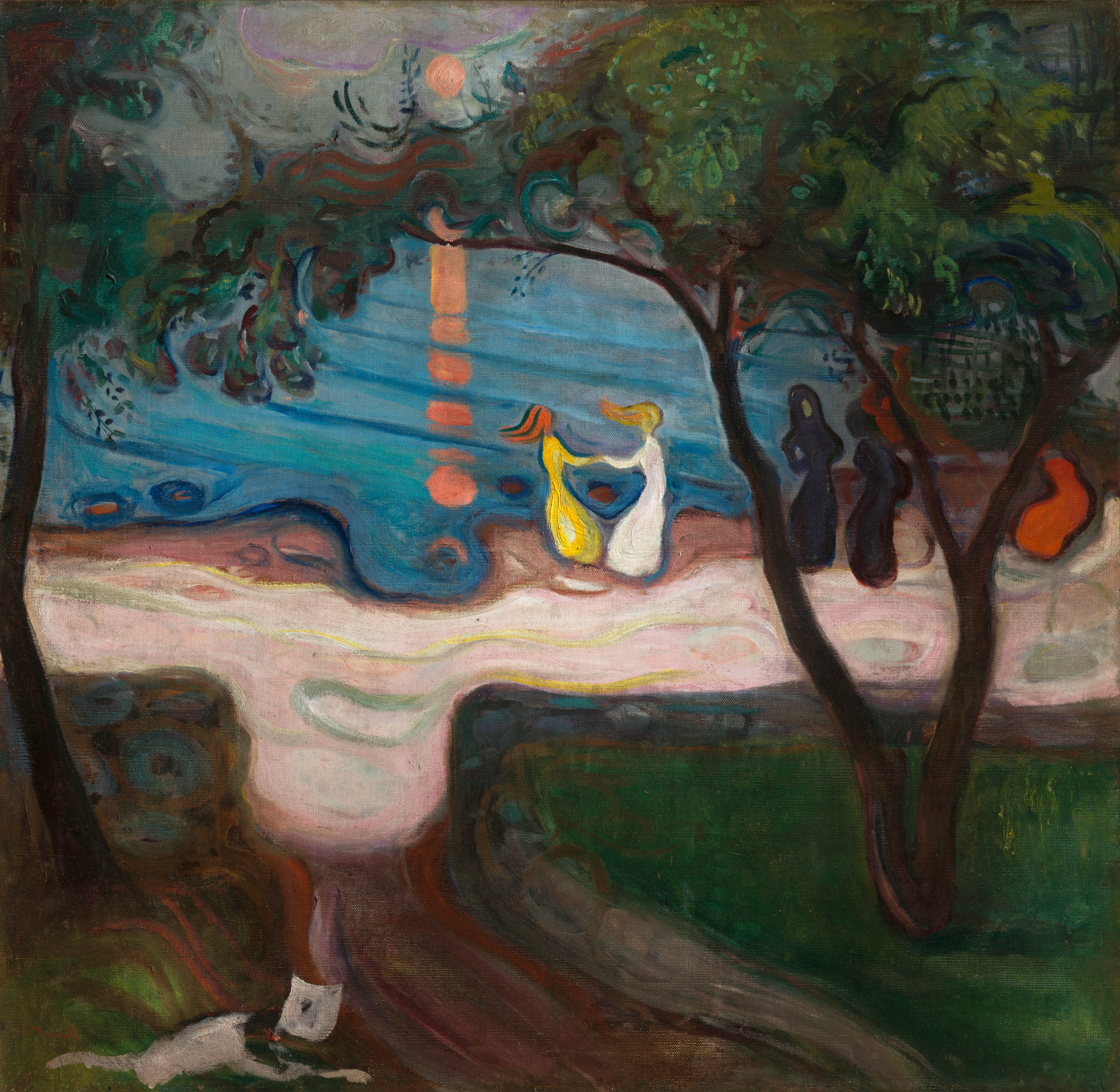
Tanz am Strand (1899–1900), Nationalgalerie Prag
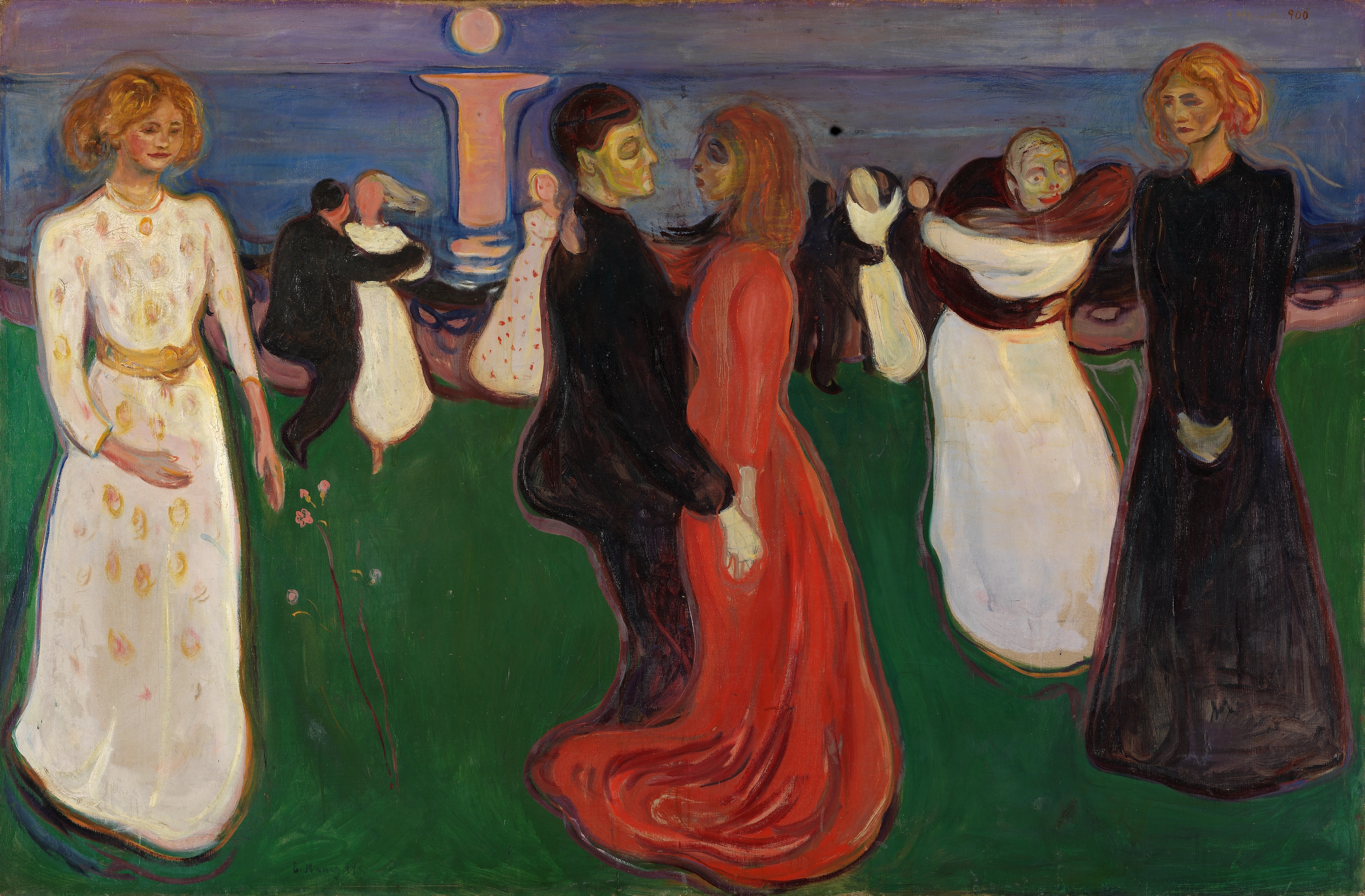
Der Tanz des Lebens (1899–1900), Norwegische Nationalgalerie, Oslo
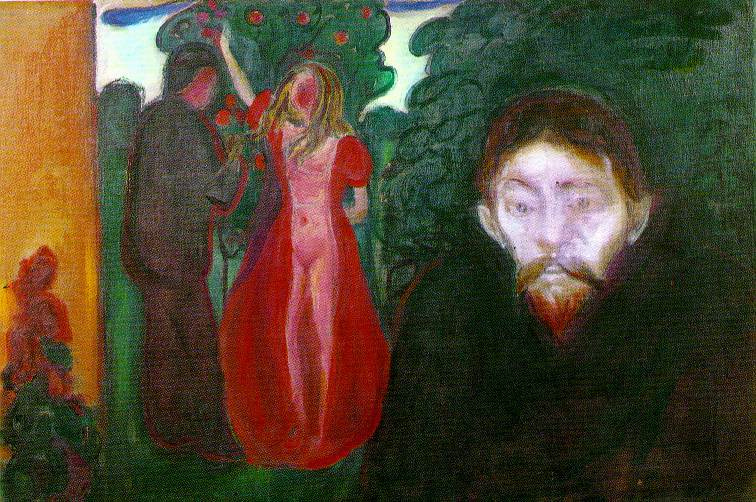
Eifersucht (1895), Kunstmuseum Bergen
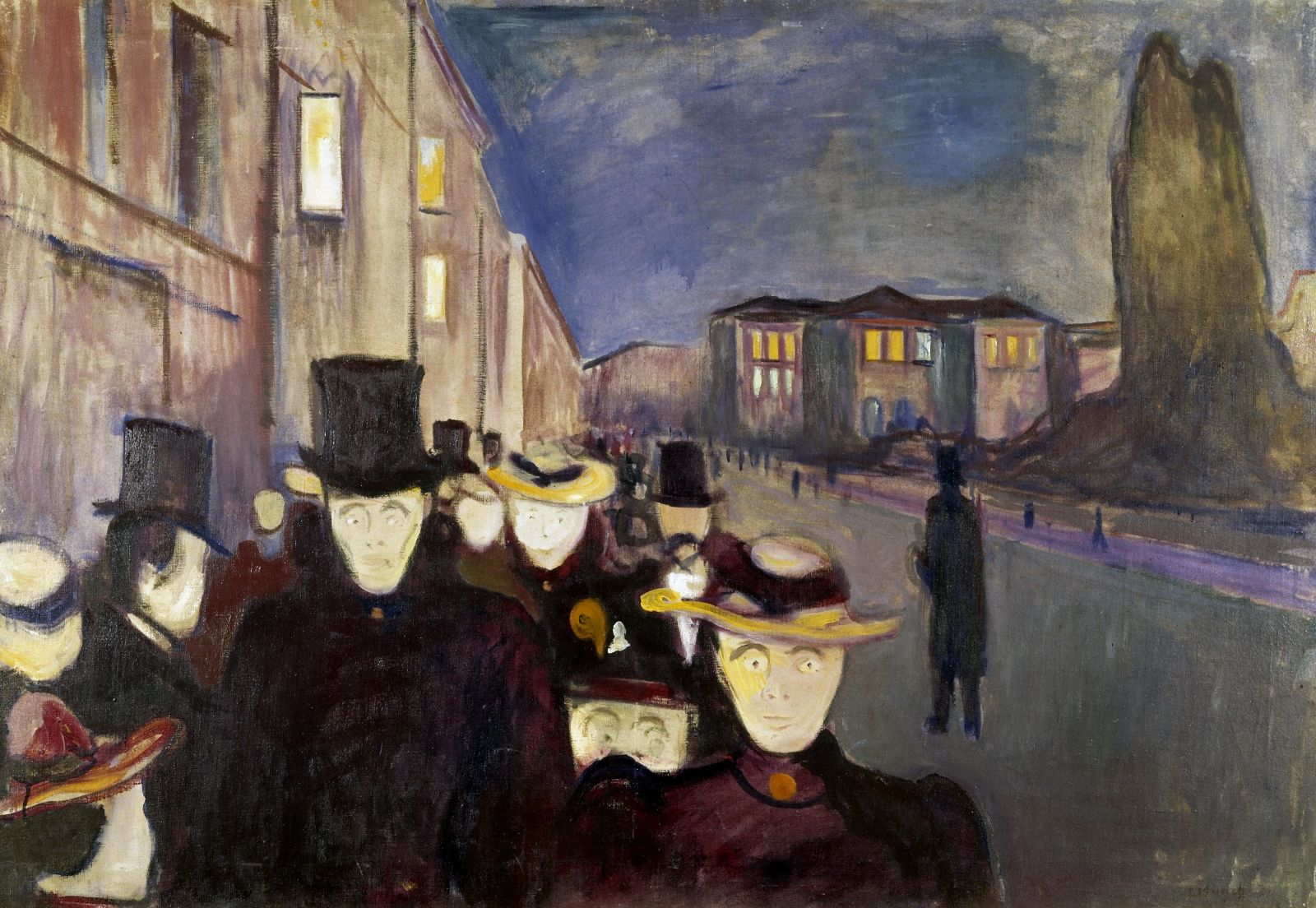
Abend auf der Karl Johans gate (1892), Kunstmuseum Bergen
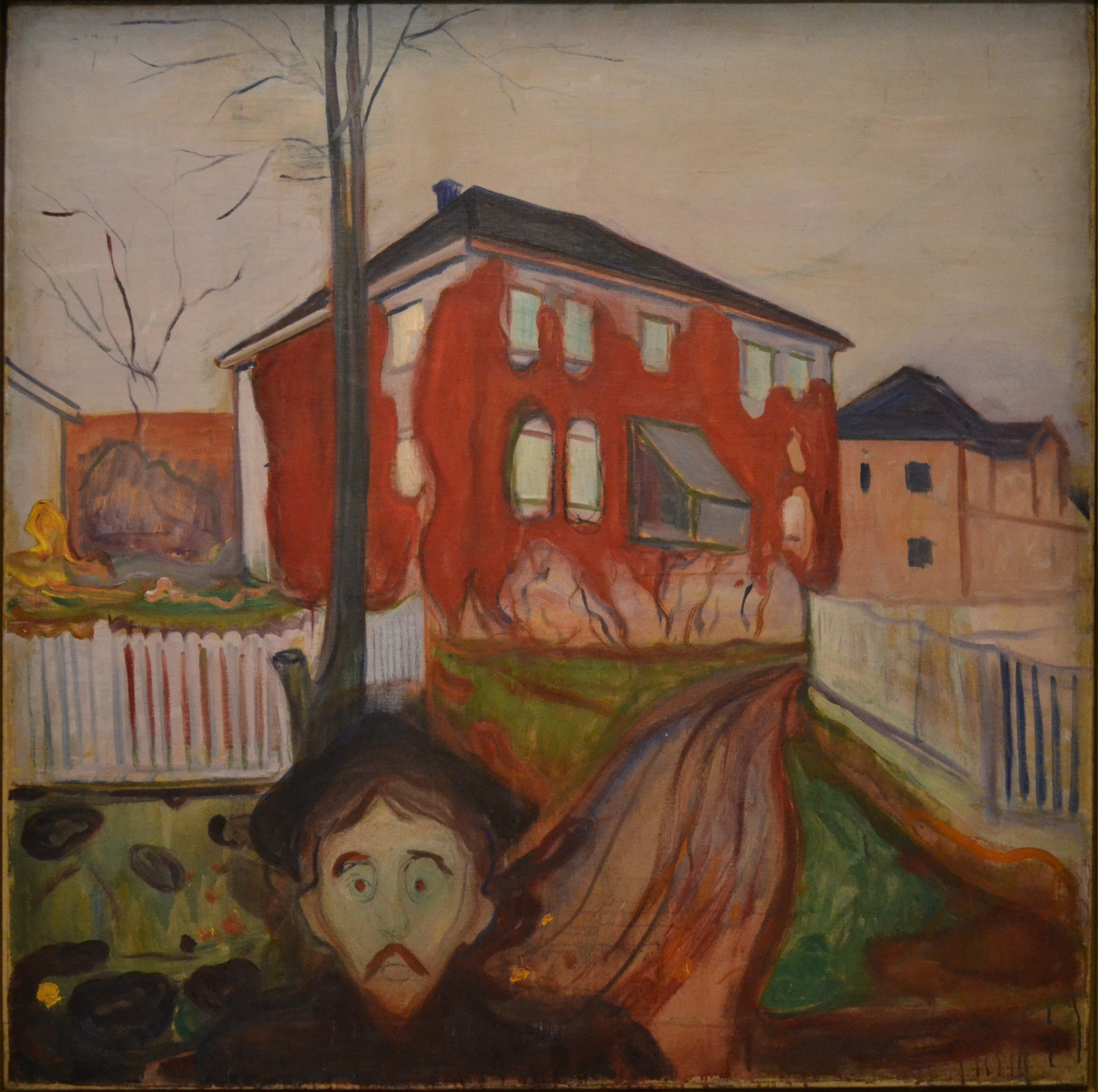
Roter Wilder Wein (1898–1900), Munch-Museum Oslo
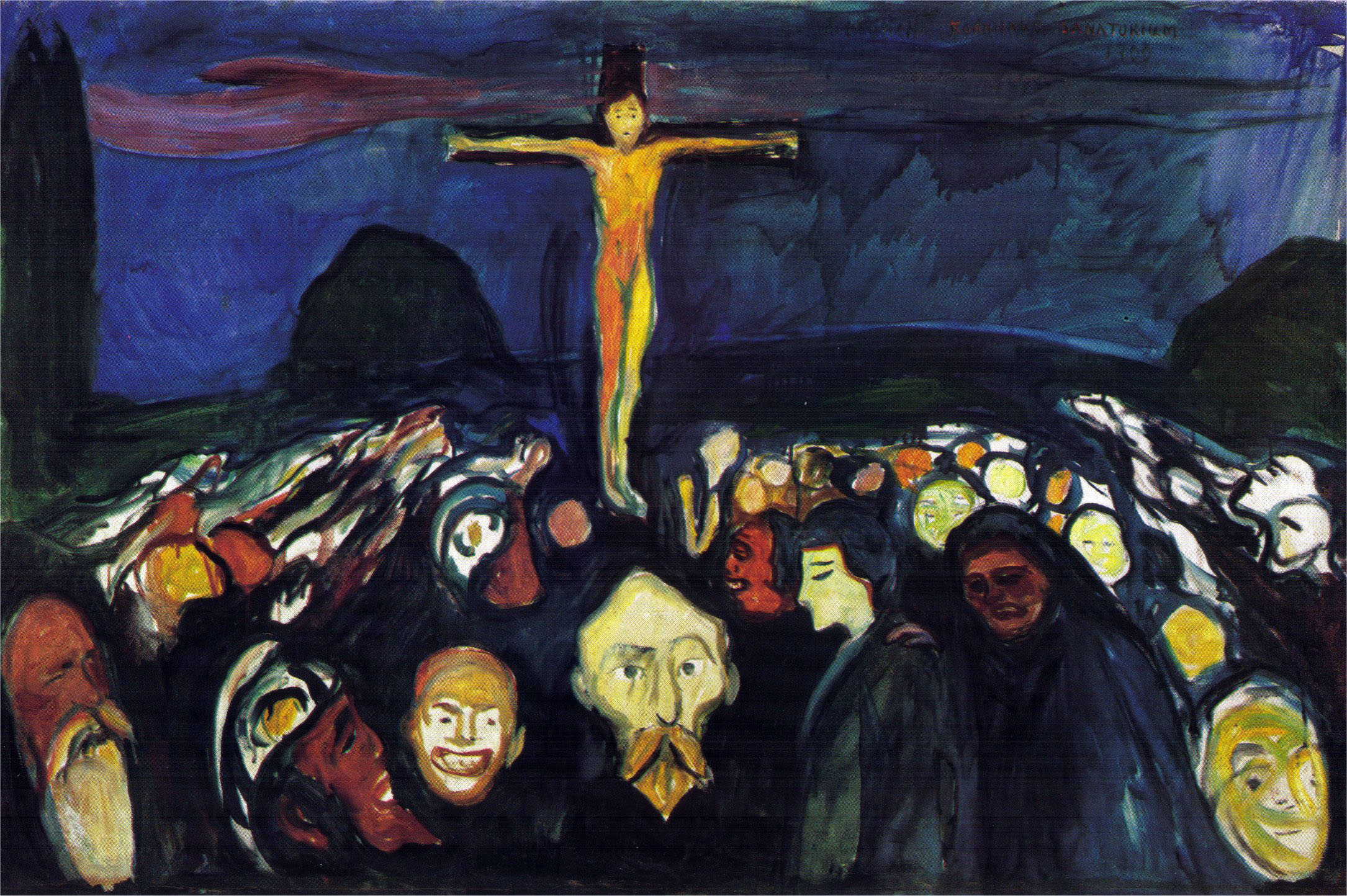
Golgatha (1900), Munch-Museum Oslo
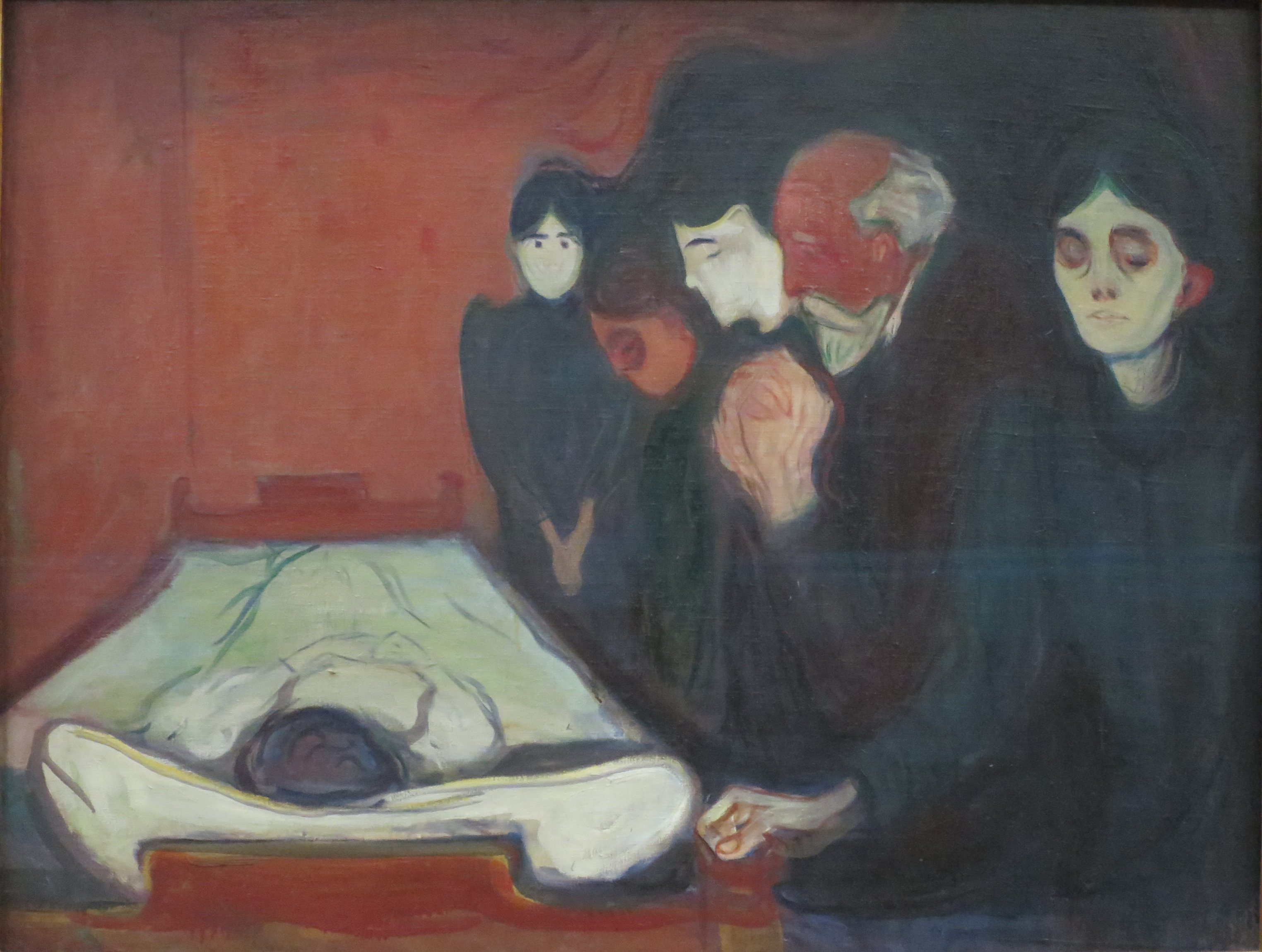
Am Sterbebett (1895), Kunstmuseum Bergen
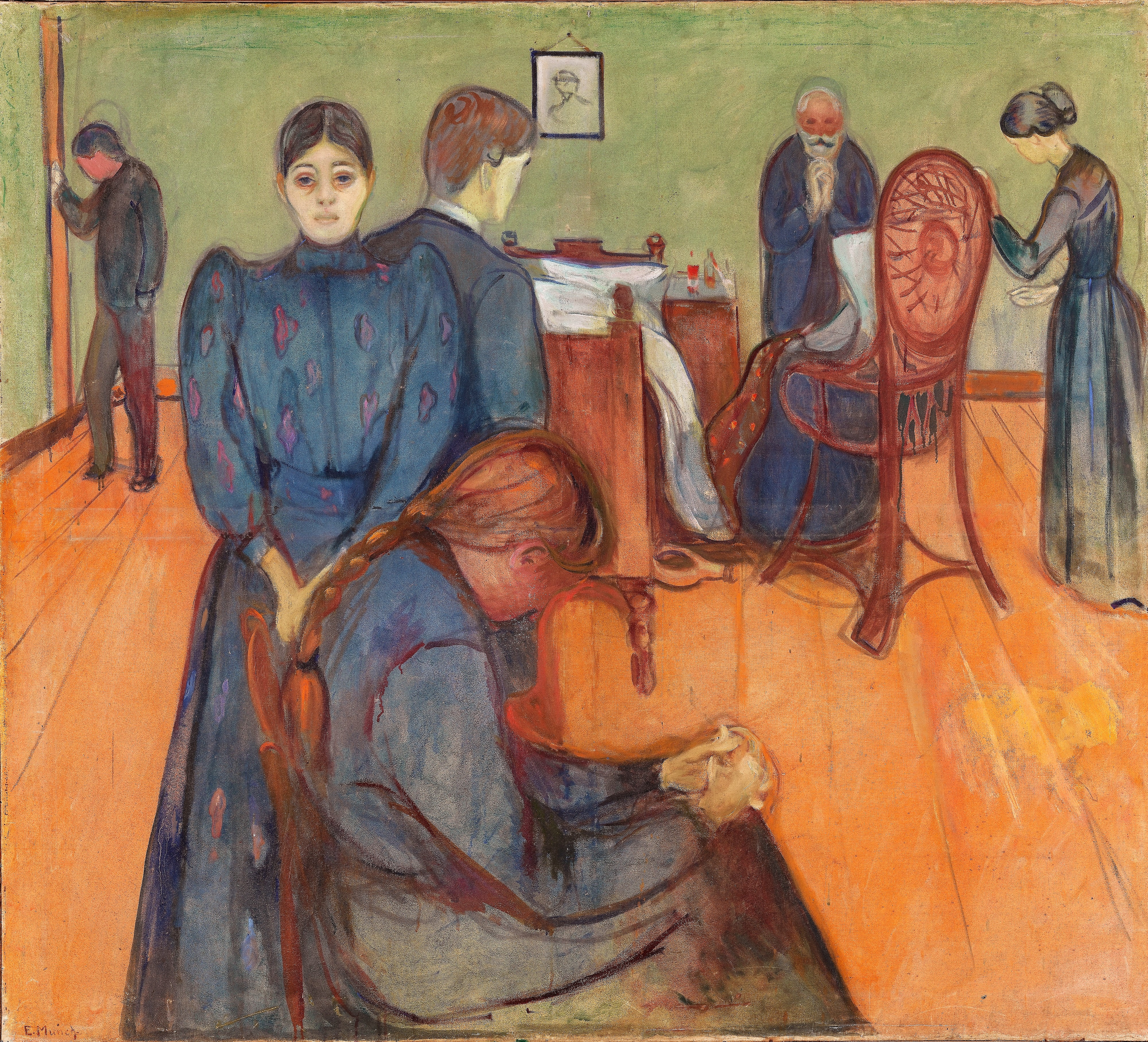
Der Tod im Krankenzimmer (1893), Norwegische Nationalgalerie, Oslo
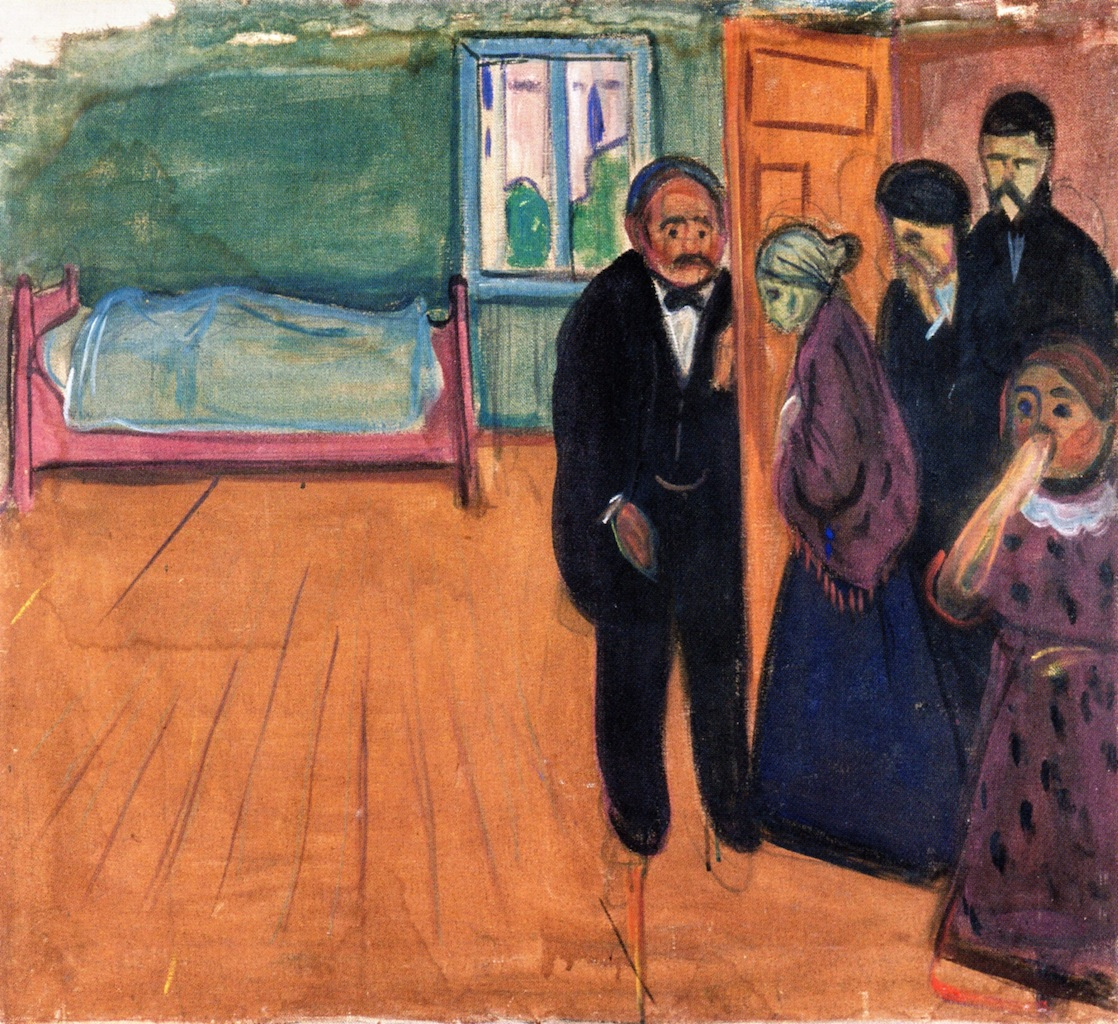
Leichengeruch (1895), Munch-Museum Oslo
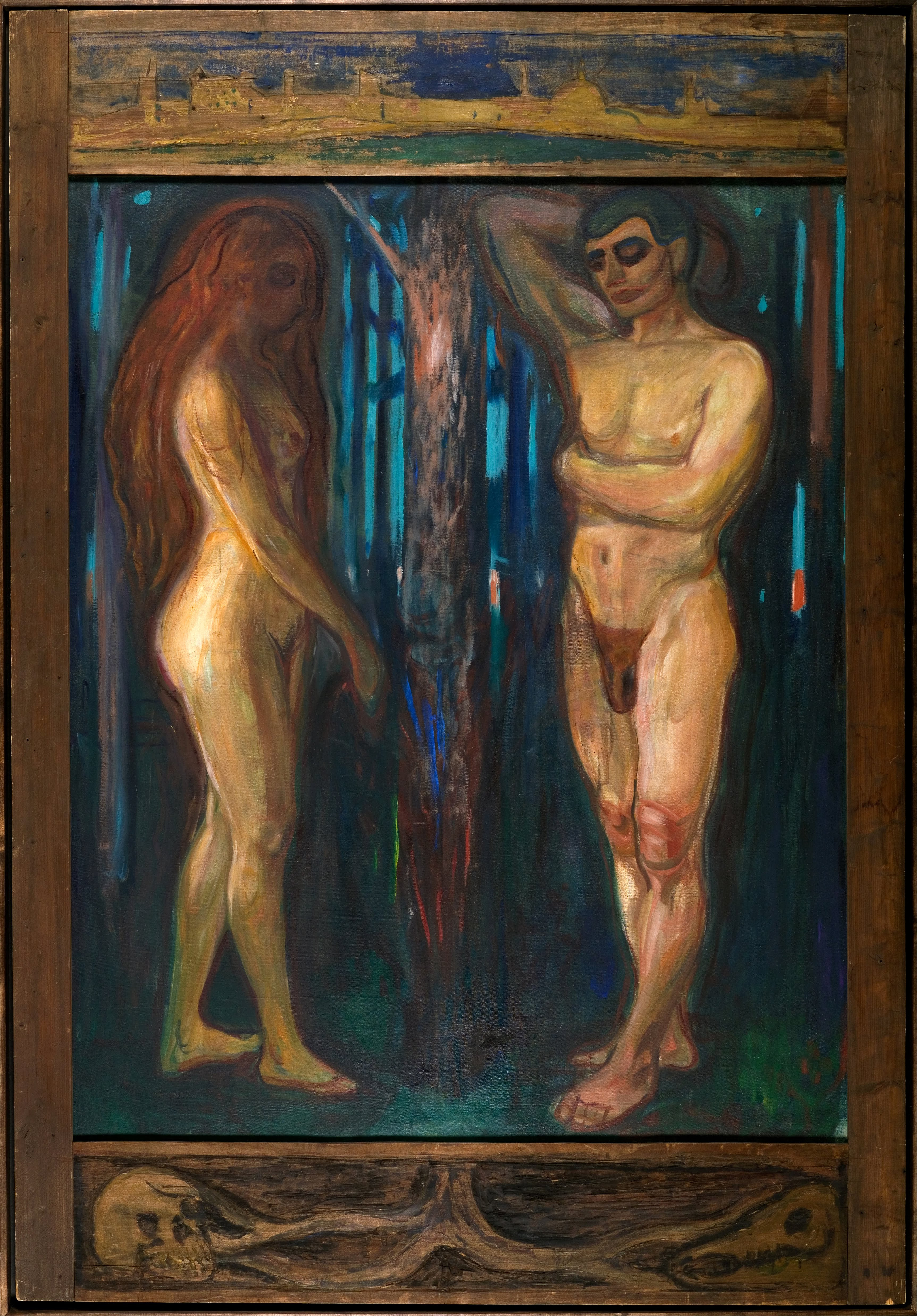
Stoffwechsel (1898–99), Munch-Museum Oslo
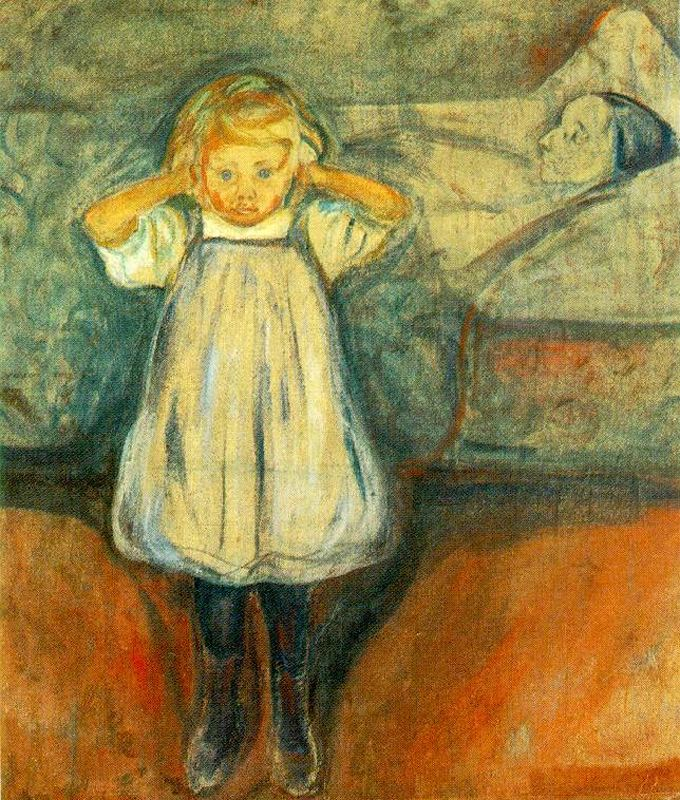
Das Kind und der Tod (1899), Kunsthalle Bremen

## Konzept

### Malerei als Dichtung

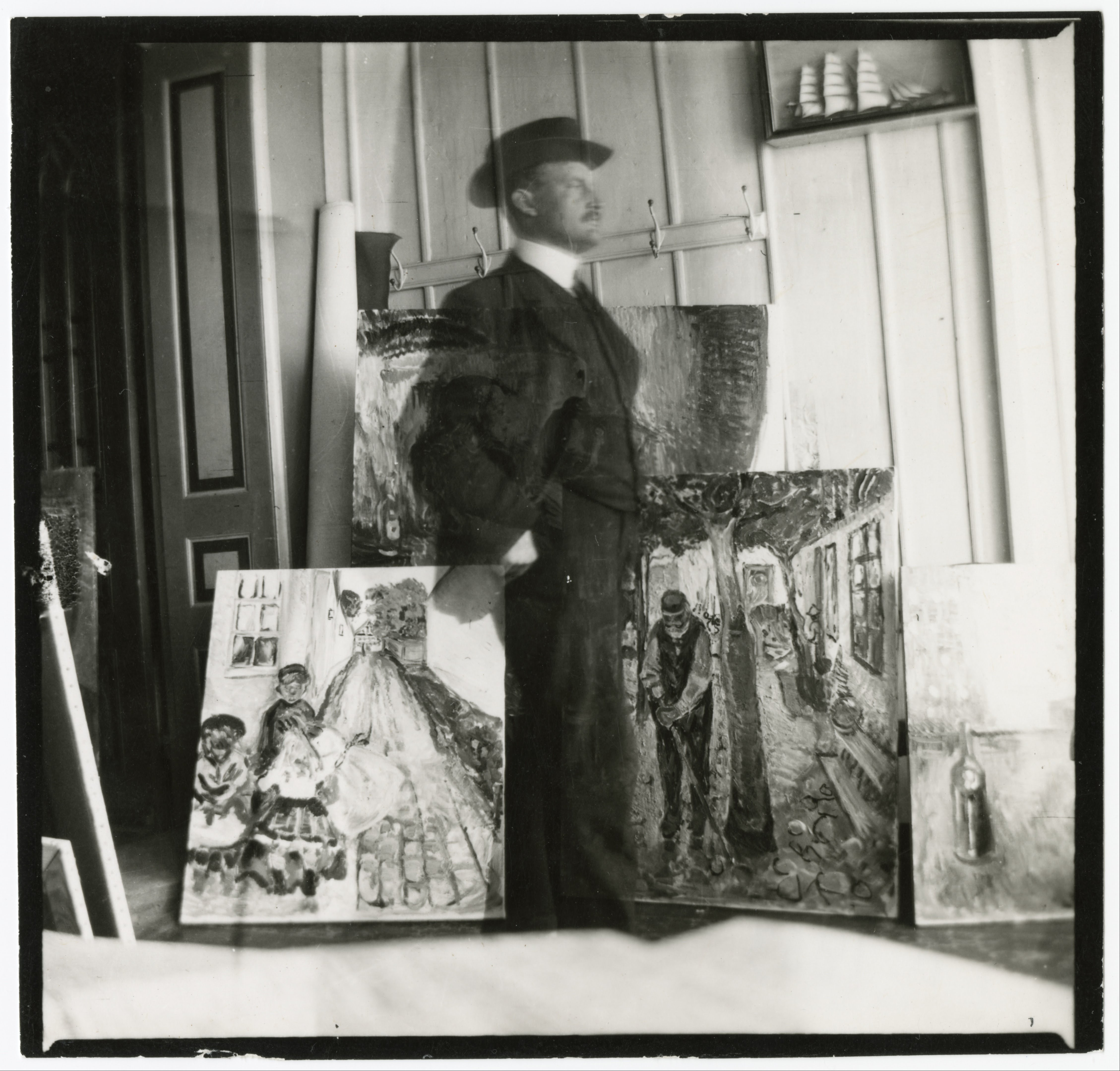
Edvard Munch, Selbstporträt, ca. 1907

In seinem 1918 veröffentlichten Text über den Lebensfries beschrieb Munch: „Der Fries ist eine Dichtung über Leben, Liebe und Tod.“ Tatsächlich kann laut Matthias Arnold der ganze Zyklus „als in Bilder übertragene Dichtung bezeichnet werden“. Von der ersten bis zur letzten Präsentation des Lebensfrieses demonstrierte die Hängung der Bilder stets eine klare erzählerische Sequenz; der Austausch der Reihenfolge verriet, dass Munch immer wieder um die Positionen in der Erzähllogik rang. Zwischen 1894 und 1896 entstand ein Text, in dem Munch seine Bildserie selbst mit einer Geschichte erklärte, die den „Kampf zwischen Mann und Frau, genannt Liebe“, beschrieb: „Von ihren Anfängen, wo sie zurückgewiesen wird (Stimme)“ über „Kuß (Kuß), Liebe (Auge in Auge) und Schmerz, wo der Kampf dann begonnen hat (Asche, Vampir)“. Die Bilder zeigten die „schmerzvolle Schönheit einer Madonna“ (Madonna) und die Frau als vielseitiges Mysterium (Die Frau in drei Stadien). Ihr Haar wickle sich um das Herz des Mannes (Trennung), er empfinde Begierde (Hände), gerate in eine „kranke Stimmung (Angst) – Natur erscheint ihm wie ein großer Schrei, darin blutrote Wolken wie tropfendes Blut (Der Schrei)“.
Munchs Kunst wurde vor allem in Frankreich häufig als „literarisch“ bezeichnet. Der Maler selbst wies diesen Begriff, den er als Vorwurf verstand, von sich, ebenso wie er sich gegen das abschätzige Etikett „Gedankenmalerei“ wehrte. Er verwahrte sich allerdings stets auch gegen eine rein dekorative Kunst und zog etwa einen Vergleich mit Cézanne: „Ich habe ein Stilleben genauso gemalt wie Cézanne, nur daß ich im Hintergrund eine Mörderin und ihr Opfer malte.“ An anderer Stelle verglich er sich mit Leonardo da Vinci: „So wie Leonardo da Vinci das Innere des menschlichen Körpers studierte und Leichen sezierte – so versuche ich, die Seele zu sezieren.“ Während zu da Vincis Zeiten die Obduktion von Leichen strafbar war, seien es in Munchs Gegenwart „die seelischen Phänomene, die zu sezieren beinahe als unsittlich und leichtfertig gilt.“ Seine Kunst, die durch vergangene Erlebnisse und innerliche Stimmungen geprägt war, brachte er auf die häufig zitierte Formel: „Ich male nicht, was ich sehe – sondern, was ich sah.“

### Ein Bilderzyklus als Fries

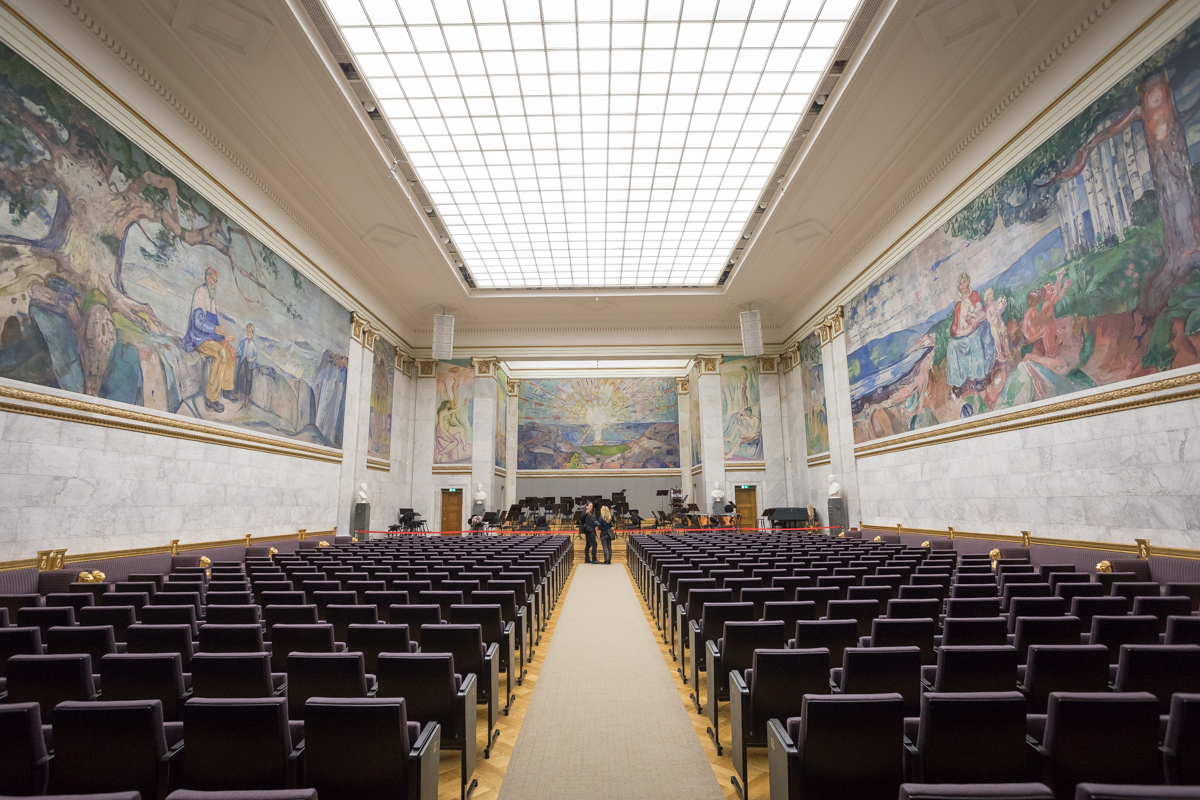
Aula der Universität Oslo

In der Kunstgeschichte versteht man unter einem Fries ein streifenförmiges Wandelement, das zur Gliederung oder zum Schmuck eingesetzt wird. Es kann aus Ornamenten oder figurativen Elementen bestehen. Munch bezeichnete seinen Bilderzyklus erstmals 1902 als einen „Fries“, was möglicherweise auf eine Anregung durch Fresken bei seiner Italienreise 1899 zurückzuführen ist. Allerdings fiel die Entstehung des Lebensfrieses in eine Zeit, als Gemäldezyklen bei vielen Künstlern populär wurden. Vincent van Gogh beschäftigte sich damit ebenso wie Max Klinger oder Gustav Klimt, der 1901 den Beethovenfries realisierte. Viele Maler, so auch Munch, waren beeinflusst von den dekorativen Tableaus Puvis de Chavannes’.
Gegen Munchs Lebensfries wurde immer wieder eingewandt, seine Bilder seien für einen Fries in Format und Konzeption viel zu uneinheitlich. Solchen Vorwürfen entgegnete Munch: „Ich bin nicht der Meinung, daß ein Fries einförmig sein muß. Dadurch werden Dekorationen und Friese oft so schrecklich langweilig. […] Ein Fries kann meiner Meinung nach wie eine Symphonie wirken, sich ins Licht emporheben, in die Tiefe versinken. Die Symphonie steigt und fällt in ihrer Wirkung.“ Zudem betonte er die verbindenden Elemente in den Bildern des Lebensfrieses: eine durchgängige Strandlinie, vertikale (Bäume) und horizontale (Strand) Strukturen sowie Einheitlichkeit in Stimmung und Farbe.
Zur Präsentation des Lebensfrieses äußerte sich Munch 1918: „Nach meiner Vorstellung sollte der Fries in einem Saal angebracht werden, der architektonisch einen passenden Rahmen abgibt, so daß jedes Bild zu seinem Recht käme, ohne daß der Gesamteindruck darunter litte. Unglücklicherweise war bisher niemand bereit, diesen Plan zu verwirklichen.“ In seiner Phantasie entwarf er ein ganzes Haus, das mehrere Räume hatte, so dass jeder Themenkomplex seinen eigenen Raum erhielte, „entweder als Fries oder als große Wandpaneele“, aber durch Übergänge mit den anderen Räumen verbunden blieb. Uwe M. Schneede liest gleichermaßen Resignation wie Ironie aus Munchs abschließendem Statement, der beste Ausstellungsort für seinen Lebensfries sei wohl ein Luftschloss. Die Bilder des Lebensfrieses sind heute überwiegend auf drei Museen verteilt. Zentrale Werke präsentieren die Norwegische Nationalgalerie und die Sammlung Rasmus Meyer im Kunstmuseum Bergen, während der Großteil des Nachlasses im Munch-Museum Oslo beherbergt wird.

## Spätere Friese
Im Laufe seiner späteren Karriere erhielt Munch mehrmals die Gelegenheit, das Konzept eines einheitlichen Bilderzyklus mit neuen Werken umzusetzen. 1903 erteilte ihm der Lübecker Arzt und Kunstsammler Max Linde den Auftrag, einen dekorativen Fries für das Kinderzimmer seiner vier Söhne zu gestalten. Dabei sollten ausdrücklich kindgerechte Bilder entstehen, weswegen Munch seine Motive vor allem auf den ersten Teil des Lebensfrieses, das Keimen der Liebe, und insbesondere die Darstellung von Landschaften beschränkte. Der so genannte Linde-Fries umfasste elf Bilder, alle in einer Höhe von 90 bis 92 cm, aber mit einer unterschiedlichen Breite von 30 bis 315 cm. Linde wies die Bilder nach ihrer Fertigstellung zurück, möglicherweise weil sie doch nicht so kindgerecht waren wie erhofft.

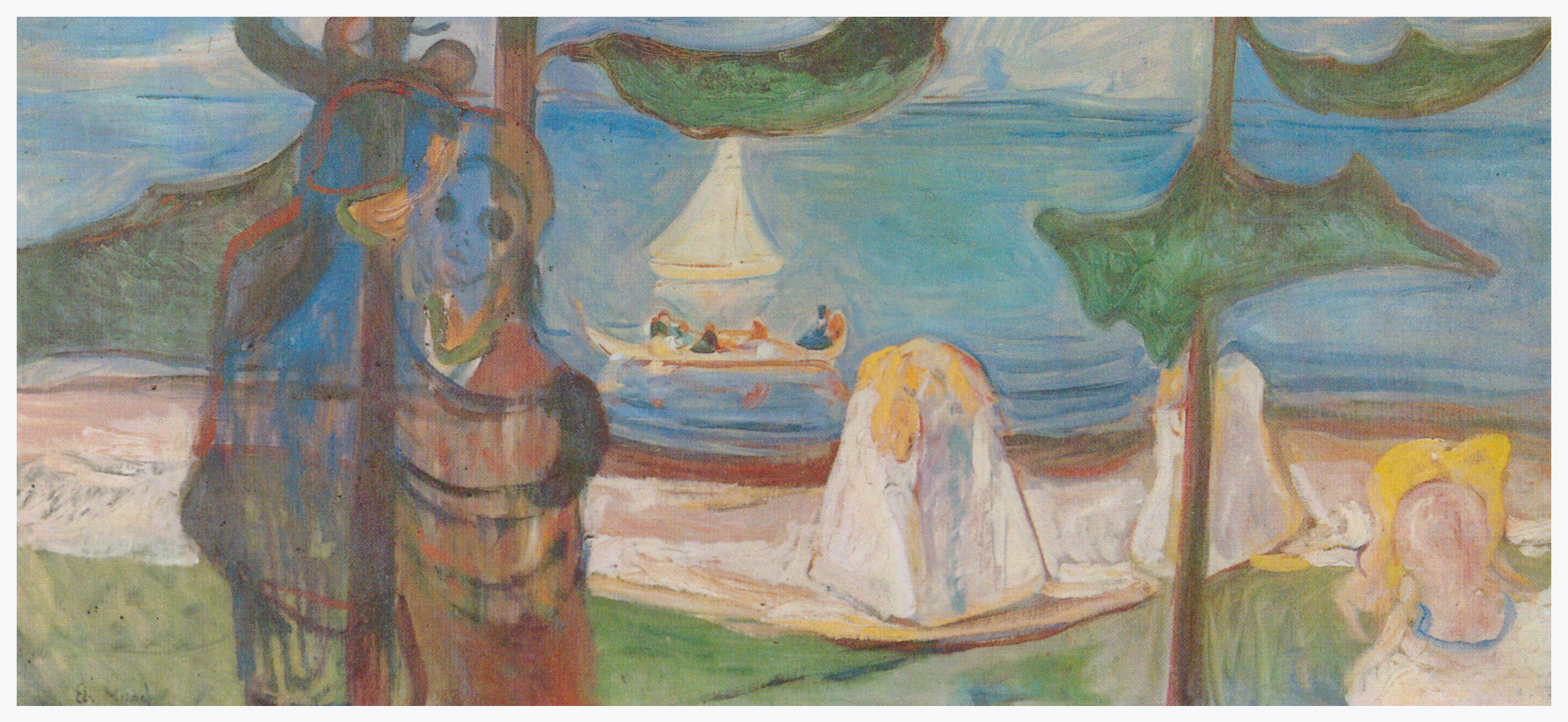
Sommertag (1904), Privatbesitz
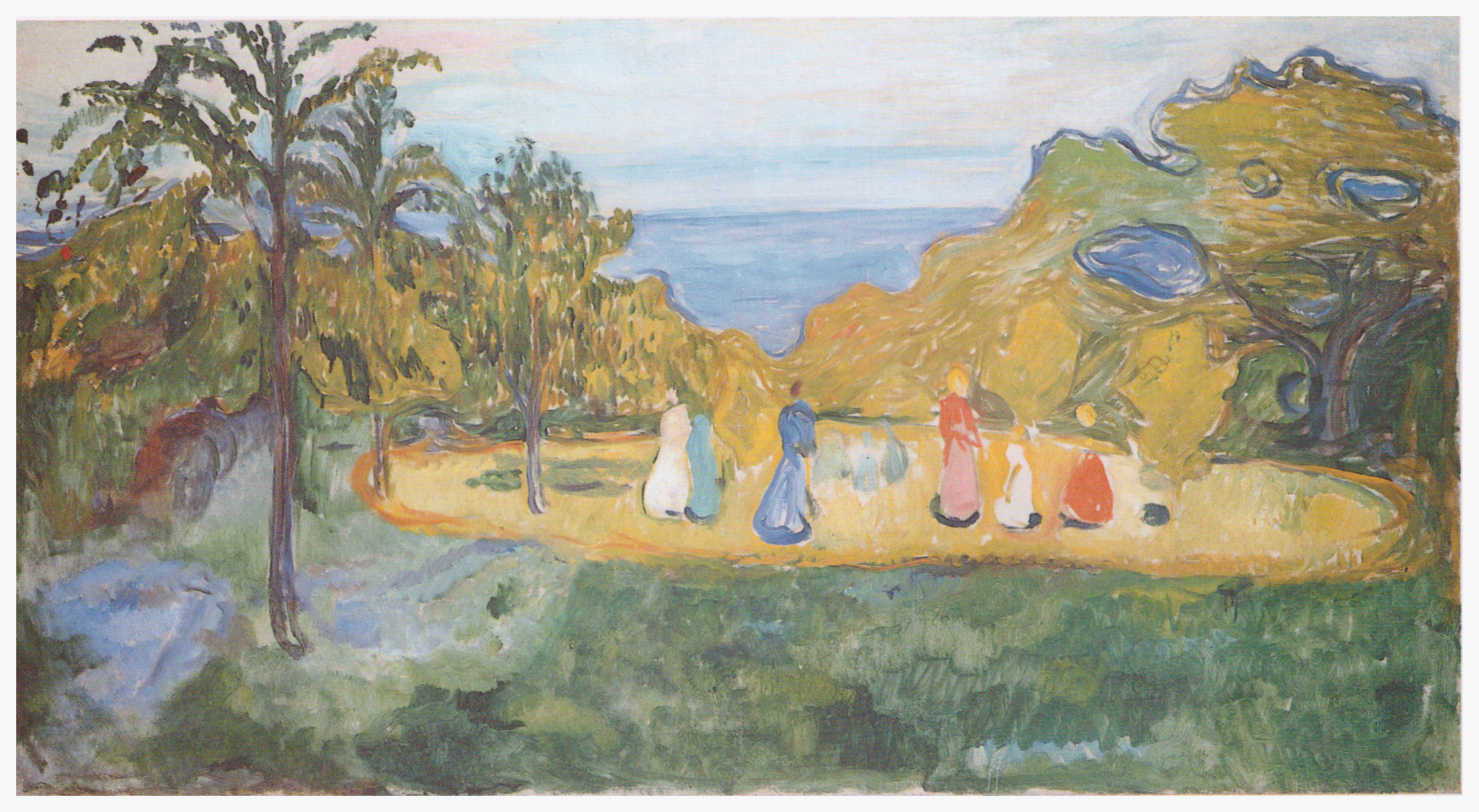
Sonnenschein (1904), Munch-Museum Oslo
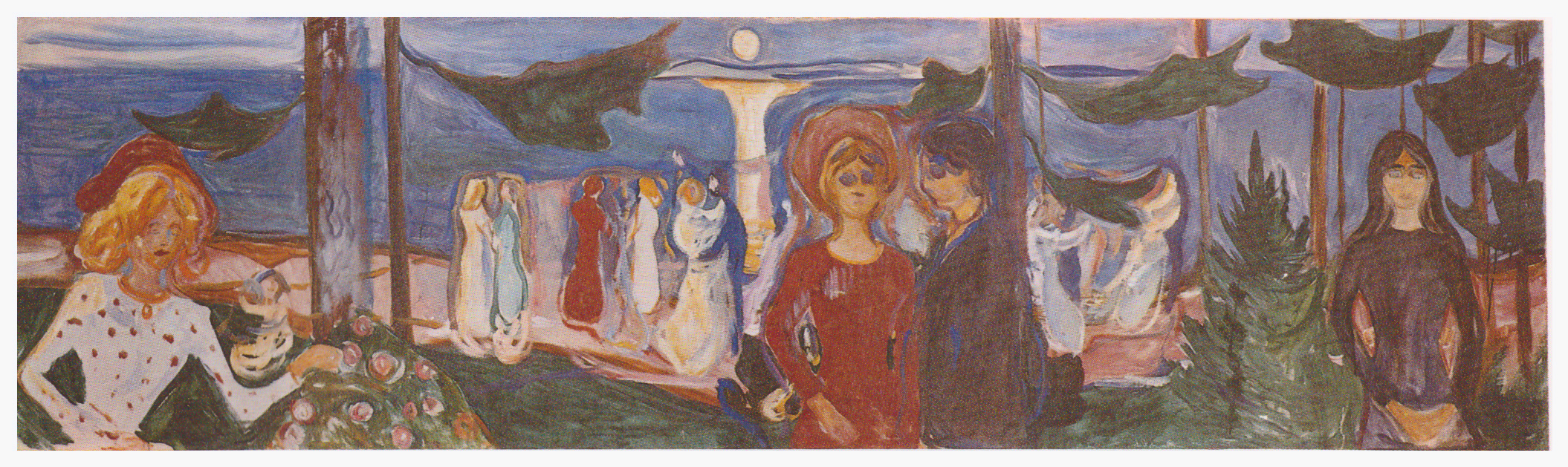
Tanz am Meer (1904), Munch-Museum Oslo
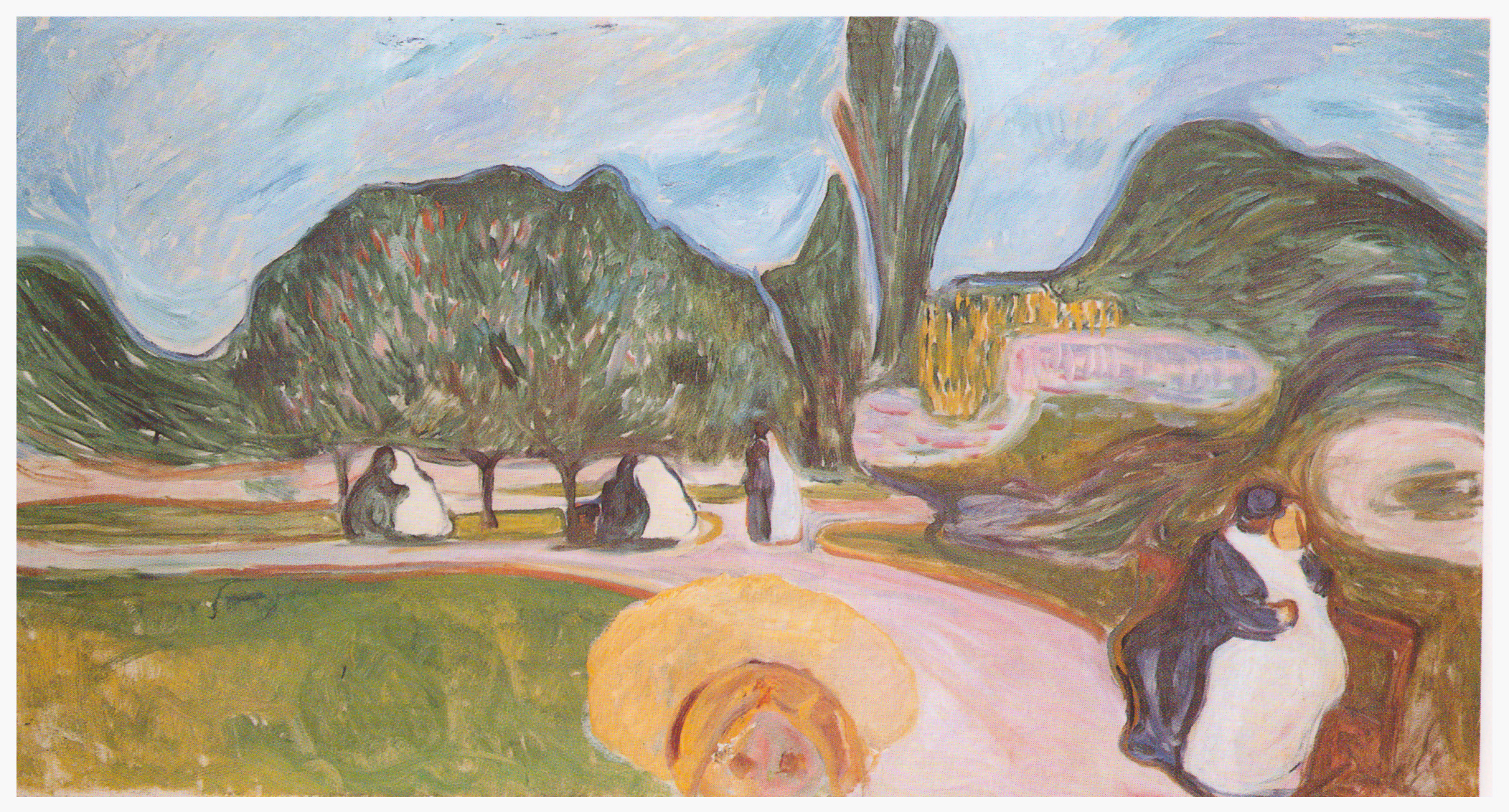
Liebespaare im Park (1904), Munch-Museum Oslo
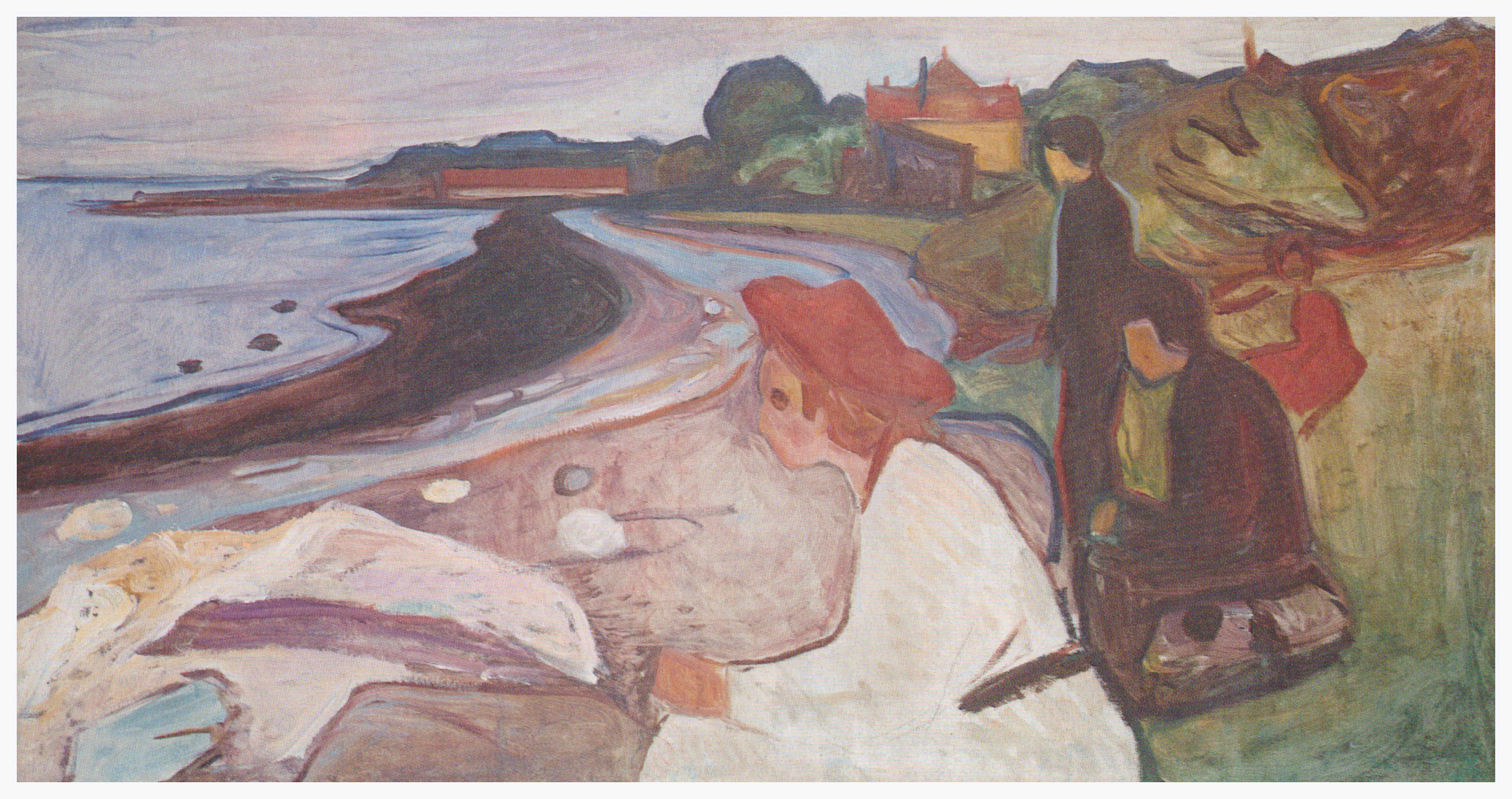
Jugend am Meer (1904), Munch-Museum Oslo

1906 beauftragte Max Reinhardt, der Direktor des Deutschen Theaters in Berlin, Munch damit, einen Fries für den Festsaal des neu gegründeten Kammertheaters zu entwerfen. Für den so genannten Reinhardt-Fries entstanden zwölf Bilder, die über Augenhöhe alle vier Wände des Saals umspannten. Während die Motive dem Lebensfries entnommen sind, verwendete Munch eine neue Technik: Tempera auf ungrundierter Leinwand. Der Saal blieb jedoch nur bis zu seinem Umbau 1912 in der von Munch gestalteten Form und war selten für das Publikum geöffnet. Danach wurden die Bilder verkauft und erst 50 Jahre später von der Neuen Nationalgalerie in Berlin großteils wieder zusammengeführt.

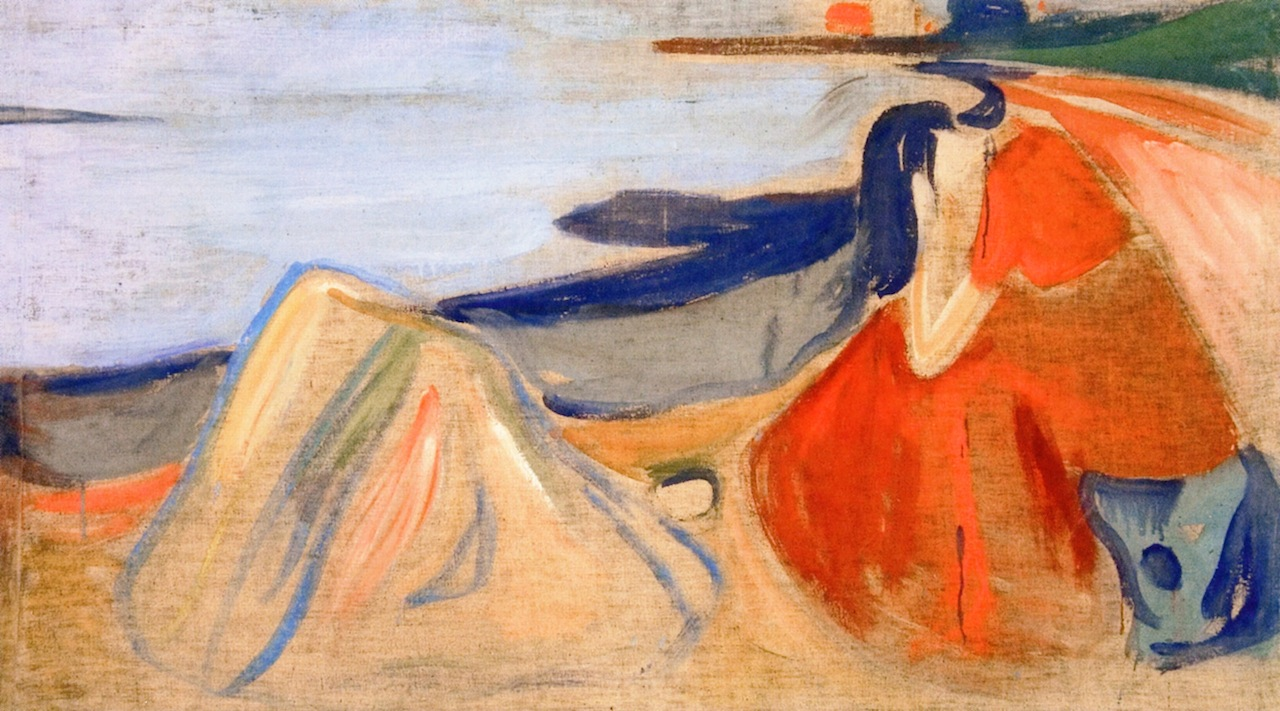
Melancholie (Reinhardt-Fries) (1906–07), Neue Nationalgalerie, Berlin
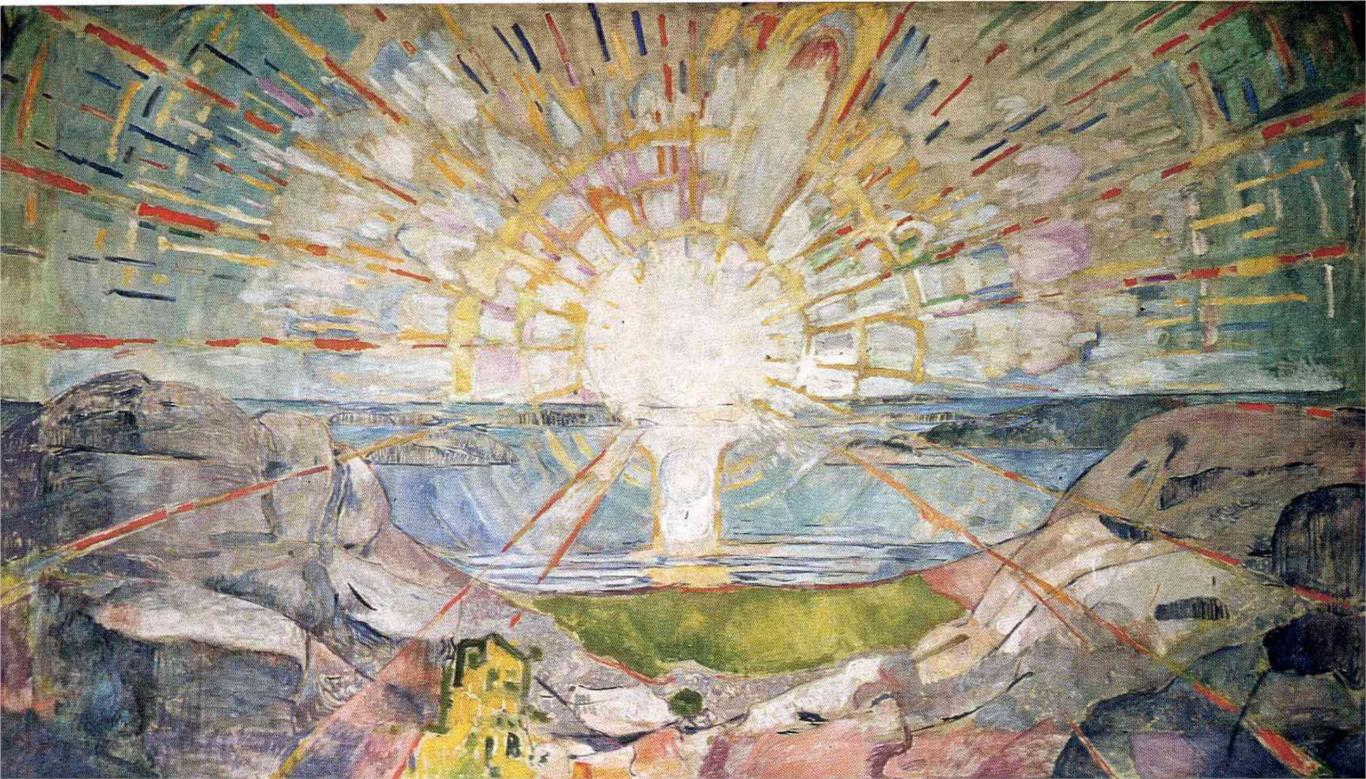
Die Sonne (1911), Universität Oslo
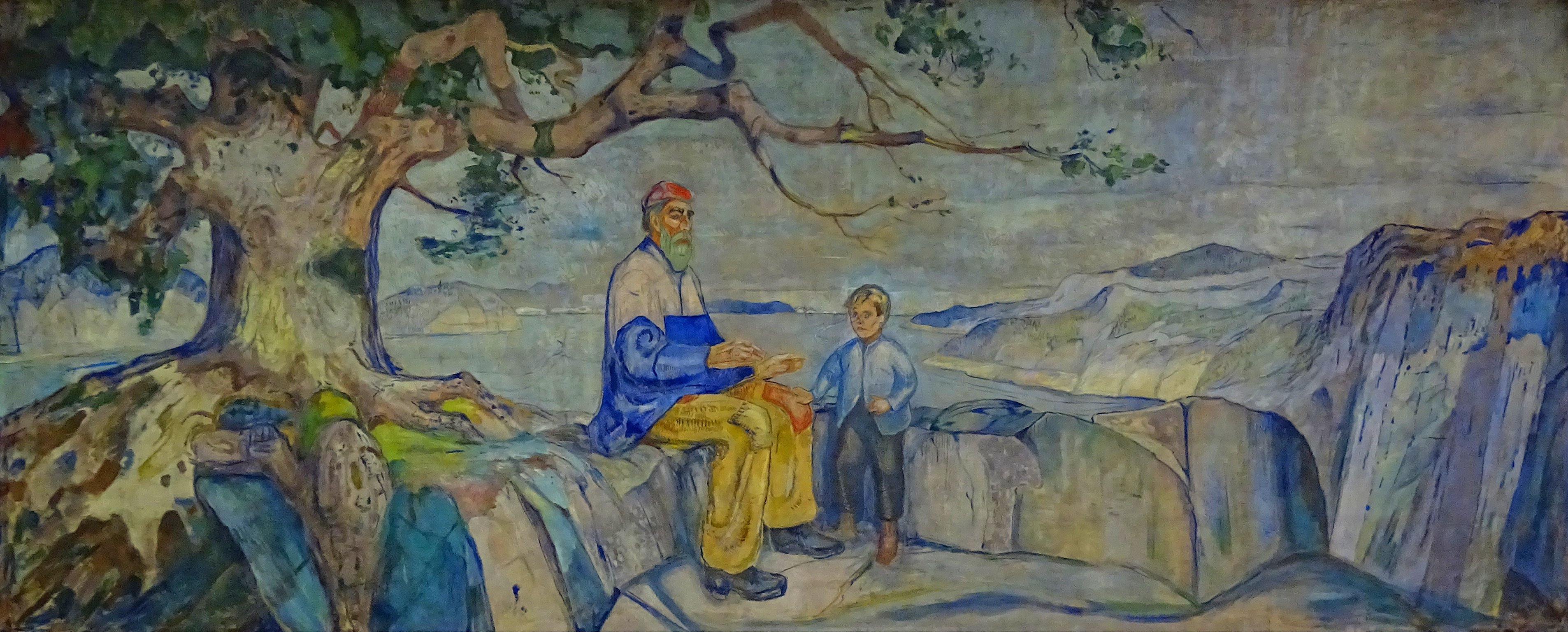
Die Geschichte (1911, 1914–16), Universität Oslo
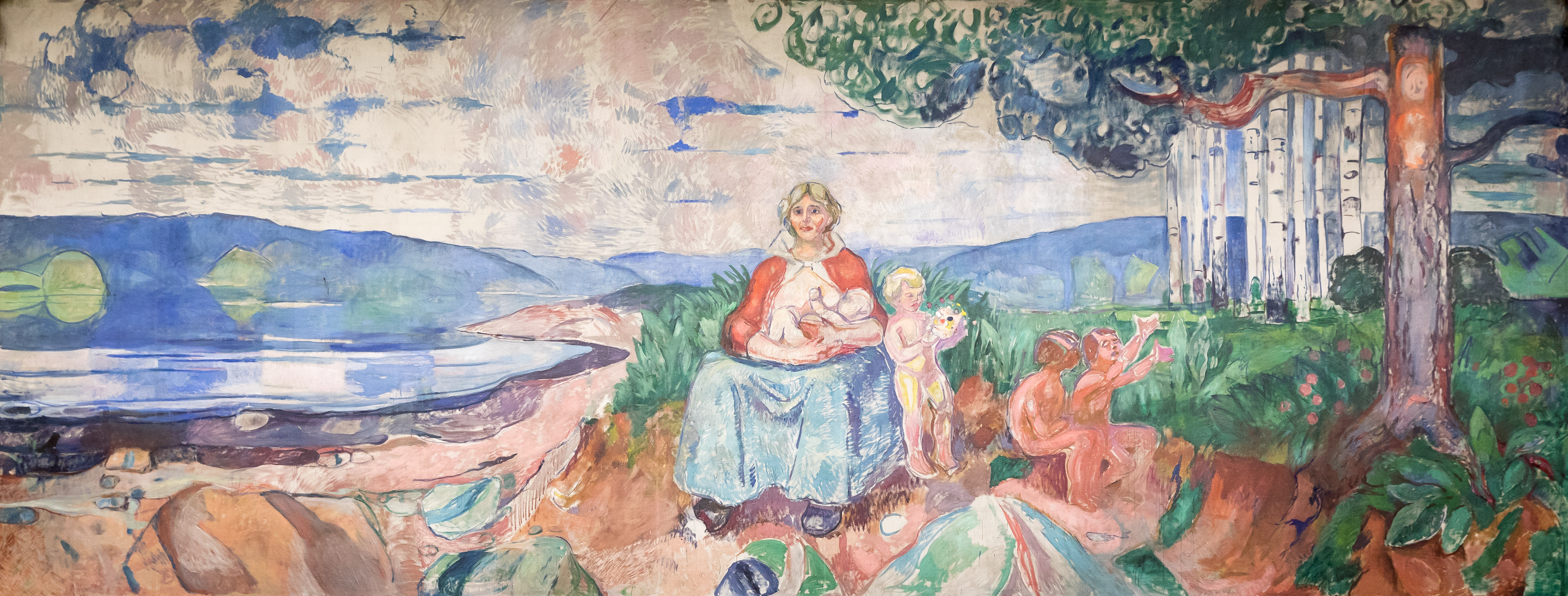
Alma Mater (1916), Universität Oslo

Zwischen 1914 und 1916 stattete Munch die Aula der Universität von Kristiania mit insgesamt elf großformatigen Leinwänden aus. Die Stirnseite des Raumes wird vom Gemälde Die Sonne eingenommen, während die anderen Gemälde paarweise aufeinander bezogen sind, so die allegorischen Figuren in den Hauptwerken Die Geschichte, ein alter Mann, der sein Wissen an die junge Generation weitergibt, sowie Alma Mater, eine Mutter inmitten ihrer Kinder. 1922 entstand noch einmal ein zwölf Gemälde umfassender Fries für die Arbeiter-Kantine der Freia-Schokoladenfabrik in Kristiania, der auf den Motiven des Linde-Frieses basierte. Eine weitere Version seines Lebensfrieses für das in den 1930er Jahren neu gebaute Osloer Rathaus beschäftigte Munch von 1928 an, kam aber nicht mehr über das Entwurfsstadium hinaus.